# Chemin de fer-musée Blonay-Chamby
Le chemin de fer-musée Blonay-Chamby (BC) est un musée vivant du chemin de fer, créé, développé et animé par une équipe de bénévoles. Il rassemble une collection de matériel roulant ferroviaire à voie métrique. L'une des plus complètes et représentatives d'Europe. Des trains historiques circulent de mai à octobre sur les 3 kilomètres de la ligne de montagne de la gare de Blonay à Chamby. Il est situé sur les hauts de la Riviera vaudoise, proche du Léman en Suisse romande, à proximité des villes de Vevey et Montreux.
Au niveau de la sécurité, le chemin de fer-musée est assujetti quasi aux mêmes règles de l’Office fédéral des transports (OFT) que les autres compagnies ferroviaires, et il impose, entre autres, un nombre minimum d’heures de travail, s’il entend préserver sa licence. En 2023, 140 bénévoles, venant de tous les milieux professionnels, assurent l'entretien et l'exploitation du chemin de fer-musée. Pour répondre aux exigences de sécurité de l'OFT, le Blonay-Chamby fonctionne grâce à un budget de 400 000 francs, alimenté par les 70 francs de cotisation annuelle des membres bénévoles, par les revenus liés au trafic, les dons privés et les soutiens des communes du district.

## Offre touristique

### Trains touristiques ferroviaires
Pendant la saison, de mai à octobre, des départs réguliers ont lieu de Blonay et Chamby, les trains sont constitués de matériel historique, la traction est électrique ou à vapeur suivant les jours et horaires. Des trains spéciaux sont également proposés, notamment de Vevey à Blonay les derniers dimanches du mois, d'autres évènements ont lieu ponctuellement. Les offres peuvent varier d'une année à l'autre, le site internet du chemin de fer-musée Blonay-Chamby permet d'obtenir l'ensemble des informations pratiques sur ce sujet, dans trois langues : français (fr), anglais (en), et allemand (de).

### Musée patrimoine ferroviaire Suisse
Plus de 70 véhicules à voie métrique, faisant partie du patrimoine ferroviaire suisse sont présentés dans deux halls couverts et sur les voies attenantes sur le site de Chaulin-Chamby. Il s’agit sans doute de la plus belle et la plus représentative des collections de véhicules à voie métrique d’Europe. De mai à octobre un restaurant est ouvert sur le site du musée.

## Histoire

### 1902-1966: Chemin de fer Vevey-Blonay-Chamby
Le 28 décembre 1899, deux compagnies déposent leurs projets de lignes, à voie métrique, Vevey - Blonay - Chamby et Vevey - Châtel-St-Denis, le 28 juin 1901 une concession pour les deux lignes est accordée à la « compagnie des chemins de fer électriques veveysans », issue de la fusion des deux compagnies à l'origine des projets. Le 5 novembre 1901 débute le premier chantier entre Vevey et Chamby, les inaugurations ont lieu le 1er octobre 1902 pour Vevey-Chamby et le 2 avril 1904 pour la section de Châtel-St-Denis.
Dans les années 1960 la faiblesse de la fréquentation incite la Confédération à imposer des mesures radicales pour le renouvellement de la concession : l'arrêt du trafic sur le tronçon Blonay - Chamby, il intervient le 22 mai 1966, et sur la section de Châtel-St-Denis l'arrêt a lieu le 31 mai 1969, pour cette section il est suivi du démontage de la voie.

### 1966-1968: le projet touristique prend forme
Lors de la fermeture de la liaison ferroviaire Blonay - Chamby, la revue des atouts touristiques de la ligne fait germer dans l'esprit de passionnés, l'idée de créer une ligne de chemin de fer touristique à vapeur, sur le modèle de ce qui se faisait déjà en Angleterre. Au départ, le 21 mai 1966, à la veille de la fermeture de la ligne, ces passionnés sont au nombre de deux, qui ne se connaissaient pas. Marcel Rittener, chef de train, et Jean Thuillard, jeune photographe ferroviaire amateur. Puis s'est joint à eux Jean Paillard, ingénieur à l'office fédéral des transports.
Après quelques contacts administratifs « sceptiques mais positifs », une assemblée générale constitutive, réunissant 82 personnes, a lieu le 5 décembre 1966, et fonde la « Société pour la création du chemin de fer touristique Blonay - Chamby ». L'accord des CEV propriétaires de la ligne est rapidement obtenu, mais l'aventure ne fait que débuter. La recherche, avec les autorités administratives confédérales et cantonales, d'une procédure acceptable sur le plan juridique va prendre du temps.
Pendant ce temps les bénévoles se mettent au travail, il faut notamment réaliser des travaux sur la voie en manque d'entretien et trouver du matériel roulant. Le 25 janvier et le 9 juin 1967 arrivent le premier tramway électrique et la première locomotive à vapeur, le premier juillet une rame de service circule.
L'administratif suit son cours avec le dépôt d'une demande de concession le 12 mars 1967, et pour des raisons pratiques la dissolution de la société d'origine et son remplacement par une double création : une société coopérative pour l'administration et l'exploitation, et une association de soutien pour les membres.
L'aboutissement de deux années de démarches a lieu le 1er mai 1968, avec l'autorisation d'exploiter donnée par le Conseil fédéral, l'équipe de bénévoles redouble d'efforts pour la mise aux normes de la voie et du matériel roulant, sans oublier la formation du personnel et l'organisation de la société coopérative.

### 1968-2008: 40 ans de train touristique

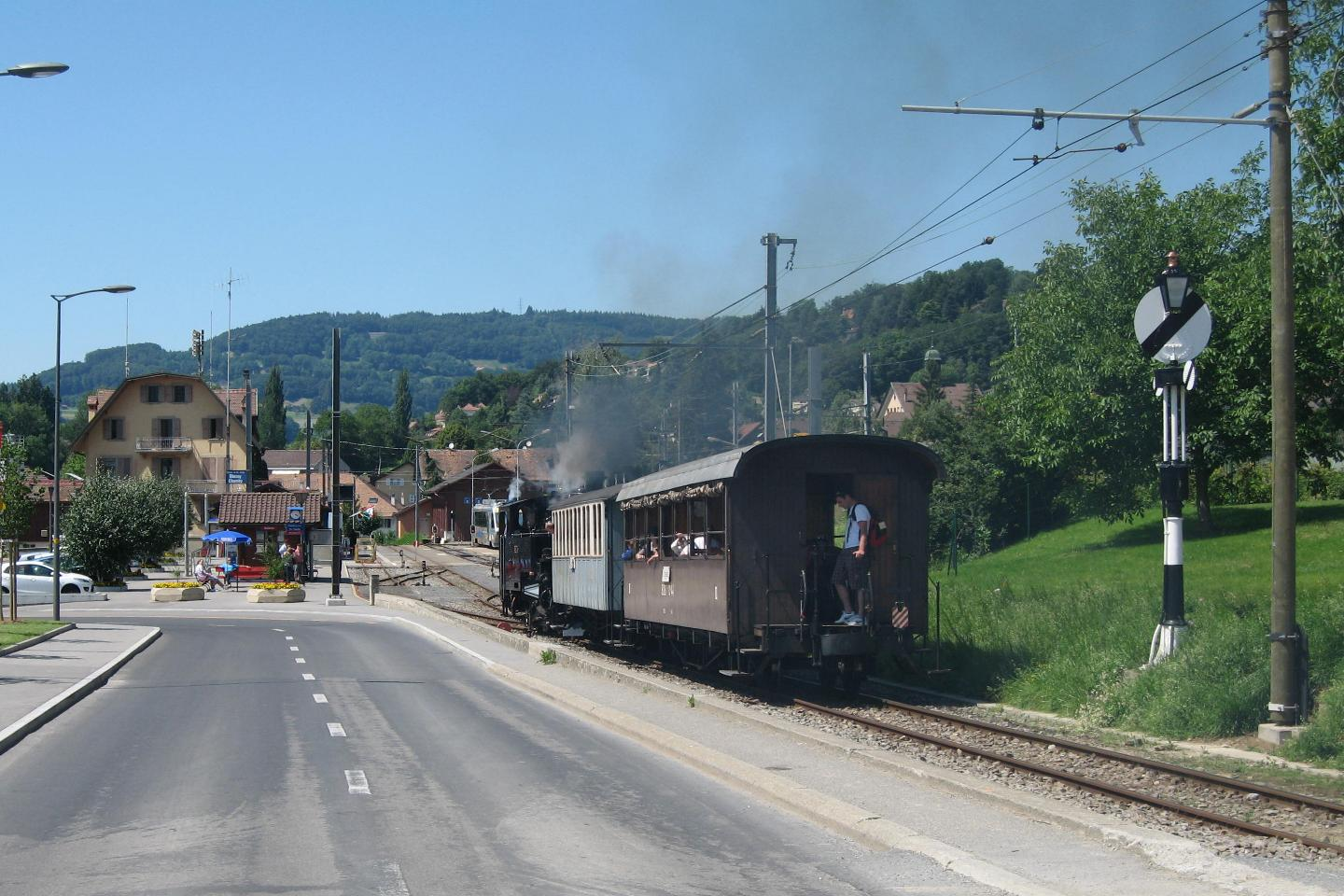
La gare de Blonay

Le 20 juillet 1968 a lieu l'inauguration, avec un beau succès puisque 2900 personnes prennent le train touristique pendant le premier weekend de fonctionnement et la première saison est positive, avec 20 000 voyageurs montés dans les trains.
Durant les 40 années suivantes, la motivation des bénévoles reste constante, la collection de matériel roulant ferroviaire va s'enrichir (voir liste ci-dessous), les infrastructures vont également évoluer, lors de l'inauguration il n'existe que la voie, les bâtiments d'accueil des voyageurs et de protection du matériel roulant sont réduits à presque rien. Le dépôt musée est maintenant constitué de deux halles construites dans le style ferroviaire de la région, inaugurées en 1973 et 1993. Le bâtiment d'accueil, avec vue sur le Léman, est inauguré en 1998, il intègre : un espace de restauration, une boutique de souvenirs, et des sanitaires. L'entretien de la voie ferrée est aussi une priorité, elle est maintenant aux normes de notre époque et du matériel contemporain y circule régulièrement.

## Collection de matériel roulant ferroviaire historique
La collection du Chemin de fer-musée est en perpétuelle évolution depuis la réception des deux premières locomotives, elle doit son existence au travail de recherche, de négociation, et de restauration des bénévoles de l'association. Le matériel roulant a notamment été sauvé de la mise à la ferraille et remis en état de marche ou de présentation, alors qu'il était en mauvais état, ou considéré comme épave, lors de son arrivée. La liste ci-dessous n'est donc jamais complètement exhaustive, elle doit évoluer en fonction des arrivées, des restaurations, et des départs. Ce matériel est présenté sur le site du musée et une partie est utilisé régulièrement ou exceptionnellement pour la constitution des trains touristiques.

### Locomotives à vapeur

#### Classiques
| Image et désignation au chemin de fer musée Blonay-Chamby | Image et désignation au chemin de fer musée Blonay-Chamby | Image et désignation au chemin de fer musée Blonay-Chamby | Image et désignation au chemin de fer musée Blonay-Chamby | Image et désignation au chemin de fer musée Blonay-Chamby | Année de construction | Constructeur                             | Site                   | Remarque                                                  |
| Image                                                     | Entreprise ferroviaire                                    | Type                                                      | Série                                                     | Numéro                                                    | Année de construction | Constructeur                             | Site                   | Remarque                                                  |
| --------------------------------------------------------- | --------------------------------------------------------- | --------------------------------------------------------- | --------------------------------------------------------- | --------------------------------------------------------- | --------------------- | ---------------------------------------- | ---------------------- | --------------------------------------------------------- |
|                                                           | DB                                                        | Locomotive-tender                                         | G 5/5                                                     | 99 193                                                    | 1927                  | ME                                       | Chamby-Musée (Chaulin) | provenance ligne Nagold-Altensteig                        |
|                                                           | FO                                                        | Locomotive-tender                                         | HG 3/4                                                    | 3                                                         | 1914                  | SLM 2317                                 | Chamby-Musée (Chaulin) | en état de marche                                         |
|                                                           | JS, BAM                                                   | Locomotive-tender                                         | G 3/3                                                     | 909, 6                                                    | 1901                  | SLM 1341                                 | Chamby-Musée (Chaulin) | en révision                                               |
|                                                           | LEB                                                       | Locomotive-tender                                         | G 3/3                                                     | 5                                                         | 1890                  | SACM 4172                                | Chamby-Musée (Chaulin) | Bercher, en état de marche.                               |
|                                                           | Olot-Girona                                               | Locomotive-tender                                         | G 3/5                                                     | 23                                                        | 1926                  | MTM 282                                  | Chamby-Musée (Chaulin) |                                                           |
|                                                           | RdB                                                       | Locomotive-tender                                         | G 3/3                                                     | 1                                                         | 1890                  | SLM 618                                  | Chamby-Musée (Chaulin) | Le Doubs                                                  |
|                                                           | SEG                                                       | Locomotive Mallet                                         | G 2x3/3                                                   | 104                                                       | 1925                  | Hanomag 10437                            | Chamby-Musée (Chaulin) | Zell, provenance ligne Zell-Todtnau, en révision          |
|                                                           | SEG                                                       | Locomotive Mallet                                         | G 2x2/2                                                   | 105                                                       | 1918                  | Maschinenbau-Gesellschaft Karlsruhe 2051 | Chamby-Musée (Chaulin) | Todtnau, provenance ligne Zell-Todtnau, en état de marche |

Explication des signes
- G = Locomotive à voie étroite
- HG = Locomotive à voie étroite avec crémaillère

#### Type tramway
| Image et désignation au chemin de fer musée Blonay-Chamby | Image et désignation au chemin de fer musée Blonay-Chamby | Image et désignation au chemin de fer musée Blonay-Chamby | Image et désignation au chemin de fer musée Blonay-Chamby | Image et désignation au chemin de fer musée Blonay-Chamby | Année de construction | Constructeur                 | Site                   | Remarque                                                           |
| Image                                                     | Entreprise ferroviaire                                    | Type                                                      | Série                                                     | Numéro                                                    | Année de construction | Constructeur                 | Site                   | Remarque                                                           |
| --------------------------------------------------------- | --------------------------------------------------------- | --------------------------------------------------------- | --------------------------------------------------------- | --------------------------------------------------------- | --------------------- | ---------------------------- | ---------------------- | ------------------------------------------------------------------ |
|                                                           | FTP                                                       | Locomotive à vapeur type tramway                          | G 2/2                                                     | 4                                                         | 1900                  | Krauss & Cie, Munich. N°4278 | Chamby-Musée (Chaulin) | Rimini, en état de marche, provenance de la ligne Ferrara-Codigoro |
|                                                           | TM                                                        | Locomotive à vapeur type tramway                          | G 2/4                                                     | 7                                                         | 1882                  | SLM 316                      | Chamby-Musée (Chaulin) |                                                                    |

### Locomotives et Automotrices électriques

#### Locomotives
| Image et désignation au chemin de fer musée Blonay-Chamby | Image et désignation au chemin de fer musée Blonay-Chamby | Image et désignation au chemin de fer musée Blonay-Chamby | Image et désignation au chemin de fer musée Blonay-Chamby | Image et désignation au chemin de fer musée Blonay-Chamby | Année de construction | Constructeur | Site                   | Remarque                                                                                   |
| Image                                                     | Entreprise ferroviaire                                    | Type                                                      | Série                                                     | Numéro                                                    | Année de construction | Constructeur | Site                   | Remarque                                                                                   |
| --------------------------------------------------------- | --------------------------------------------------------- | --------------------------------------------------------- | --------------------------------------------------------- | --------------------------------------------------------- | --------------------- | ------------ | ---------------------- | ------------------------------------------------------------------------------------------ |
|                                                           | BVB                                                       | Locomotive à crémaillère                                  | He 2/2                                                    | 2                                                         | 1899                  | SLM / CIE    | Chamby-Musée (Chaulin) |                                                                                            |
|                                                           | BOB                                                       | Locomotive à adhérence et à crémaillère                   | HGe 3/3                                                   | 29                                                        | 1916                  | SLM / MFO    | Chamby-Musée (Chaulin) | en état de marche                                                                          |
|                                                           | +GF+                                                      | Locomotive à adhérence                                    | Ge 4/4                                                    | 75                                                        | 1913                  | SLM / MFO    | Chamby-Musée (Chaulin) | en révision                                                                                |
|                                                           | RhB                                                       | Locomotive à adhérence                                    | Ge 4/4                                                    | 181                                                       | 1916                  | SLM / BBC    | Chamby-Musée (Chaulin) | en état de marche, provenance de la Chemin de fer rhétique (RhB) de la ligne de la Bernina |
|                                                           | MOB                                                       | Locomotive à adhérence                                    | FZe 6/6                                                   | 2002                                                      | 1932                  | SLM / BBC    | Chamby-Musée (Chaulin) | en état de marche                                                                          |

#### Automotrices classiques
| Image et désignation au chemin de fer musée Blonay-Chamby | Image et désignation au chemin de fer musée Blonay-Chamby | Image et désignation au chemin de fer musée Blonay-Chamby | Image et désignation au chemin de fer musée Blonay-Chamby | Image et désignation au chemin de fer musée Blonay-Chamby | Année de construction | Constructeur        | Site                   | Remarque                       |
| Image                                                     | Entreprise ferroviaire                                    | Type                                                      | Série                                                     | Numéro                                                    | Année de construction | Constructeur        | Site                   | Remarque                       |
| --------------------------------------------------------- | --------------------------------------------------------- | --------------------------------------------------------- | --------------------------------------------------------- | --------------------------------------------------------- | --------------------- | ------------------- | ---------------------- | ------------------------------ |
|                                                           | SeTB                                                      | Automotrice à adhérence                                   | BCFe 2/2                                                  | 4                                                         | 1928                  | SIG / MFO           | Chamby-Musée (Chaulin) | en révision                    |
|                                                           | MCM                                                       | Automotrice à adhérence et à crémaillère                  | BCFeh 4/4                                                 | 6                                                         | 1909                  | SLM / SIG / Alioth  | Chamby-Musée (Chaulin) | Valais, en état de marche      |
|                                                           | LLB                                                       | Automotrice à adhérence et à crémaillère                  | BCFeh 4/4                                                 | 10                                                        | 1914                  | SLM / SWS / BBC     | Chamby-Musée (Chaulin) | en état de marche              |
|                                                           | MOB                                                       | Automotrice à adhérence                                   | BCFe 4/4                                                  | 11                                                        | 1905                  | SIG / Alioth        | Chamby-Musée (Chaulin) | les 7 à 20,, en état de marche |
|                                                           | LJB                                                       | Automotrice à adhérence                                   | Ce 2/2                                                    | 12                                                        | 1907                  | Ringhoffer / Alioth | Chamby-Musée (Chaulin) | en révision                    |
|                                                           | RhB                                                       | Automotrice à adhérence                                   | ABe 4/4I                                                  | 35                                                        | 1908                  | SIG / SAAS / MFO    | Chamby-Musée (Chaulin) | Serie 30, en état de marche    |
|                                                           | CEV                                                       | Automotrice à adhérence                                   | ABDe 4/4                                                  | 105                                                       | 1913                  | SWS / MFO           | Jor                    | en révision                    |

#### Automotrices type tramway
| Image et désignation au chemin de fer musée Blonay-Chamby | Image et désignation au chemin de fer musée Blonay-Chamby | Image et désignation au chemin de fer musée Blonay-Chamby | Image et désignation au chemin de fer musée Blonay-Chamby | Image et désignation au chemin de fer musée Blonay-Chamby | Année de construction | Constructeur    | Site                   | Remarque          |
| Image                                                     | Entreprise ferroviaire                                    | Type                                                      | Série                                                     | Numéro                                                    | Année de construction | Constructeur    | Site                   | Remarque          |
| --------------------------------------------------------- | --------------------------------------------------------- | --------------------------------------------------------- | --------------------------------------------------------- | --------------------------------------------------------- | --------------------- | --------------- | ---------------------- | ----------------- |
|                                                           | TF                                                        |                                                           | Ce 2/2                                                    | 7                                                         | 1904                  | Rathgeber / MFO | Chamby-Musée (Chaulin) |                   |
|                                                           | TL                                                        |                                                           | Ce 2/3                                                    | 28                                                        | 1913                  | SWS / SAAS      | Chamby-Musée (Chaulin) | en état de marche |
|                                                           | RhSt                                                      | Automotrice fourgon postal type tramway                   | Ze 2/2                                                    | 31                                                        | 1914                  | SIG / BBC       | Chamby-Musée (Chaulin) | en état de marche |
|                                                           | SVB                                                       |                                                           | Ce 2/2                                                    | 52                                                        | 1914                  | SWS / MFO       | Chamby-Musée (Chaulin) | en état de marche |
|                                                           | TN,                                                       |                                                           | Ce 2/2                                                    | 76                                                        | 1921                  | SIG / MFO       | Chamby-Musée (Chaulin) |                   |

### Voitures, fourgons et wagons marchandises

#### Voitures

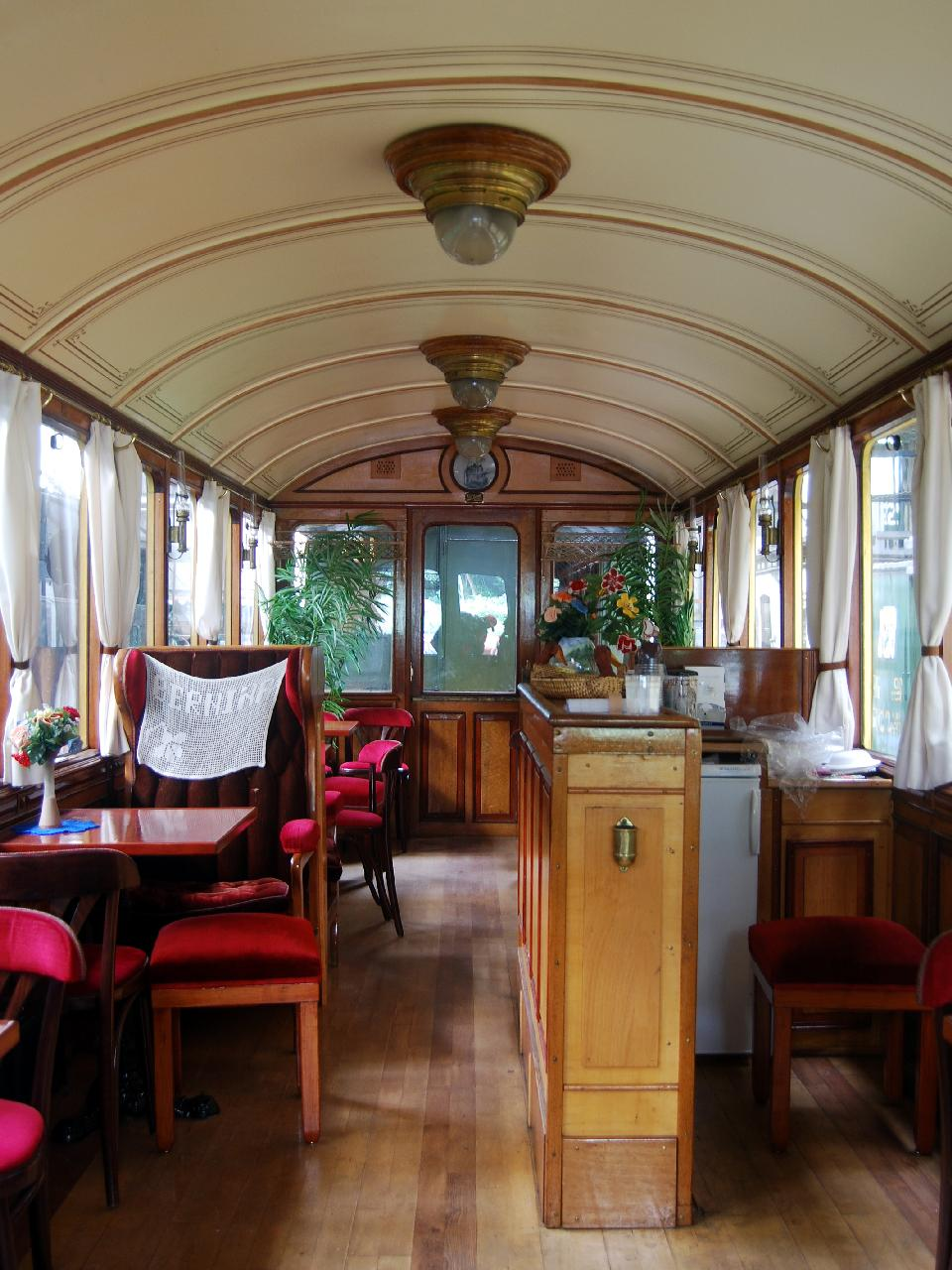
RhB As^{2} 2
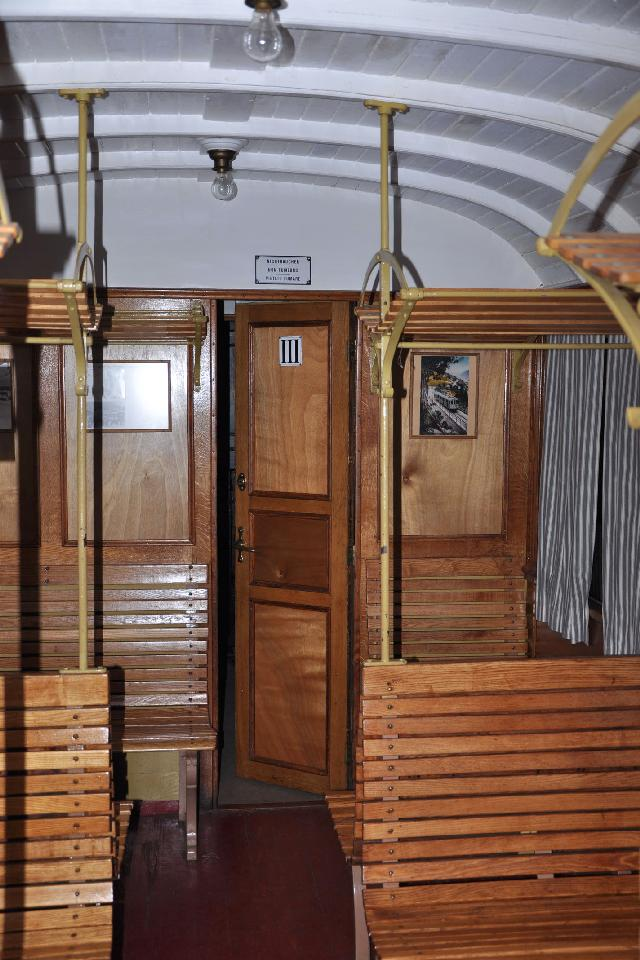
MCM BC^{2} 10
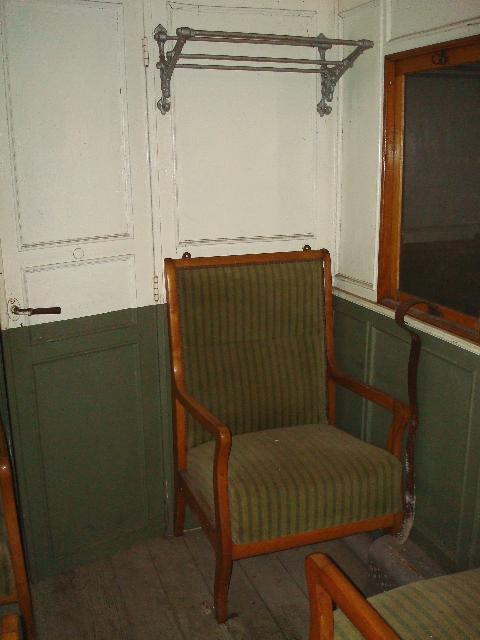
RdB BC^{2} 11 2e classe
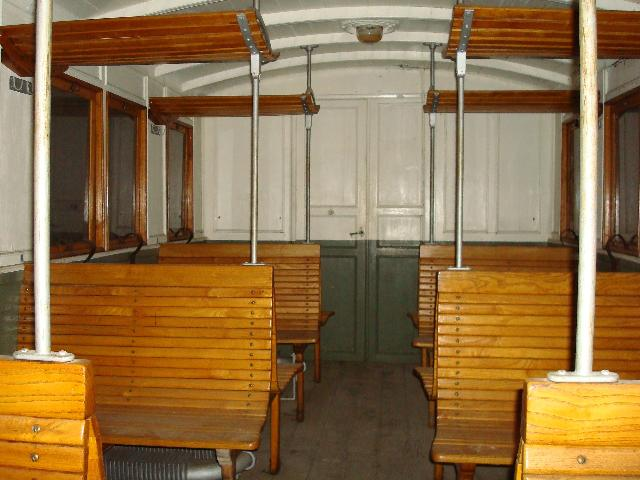
RdB BC^{2} 11 3e classe
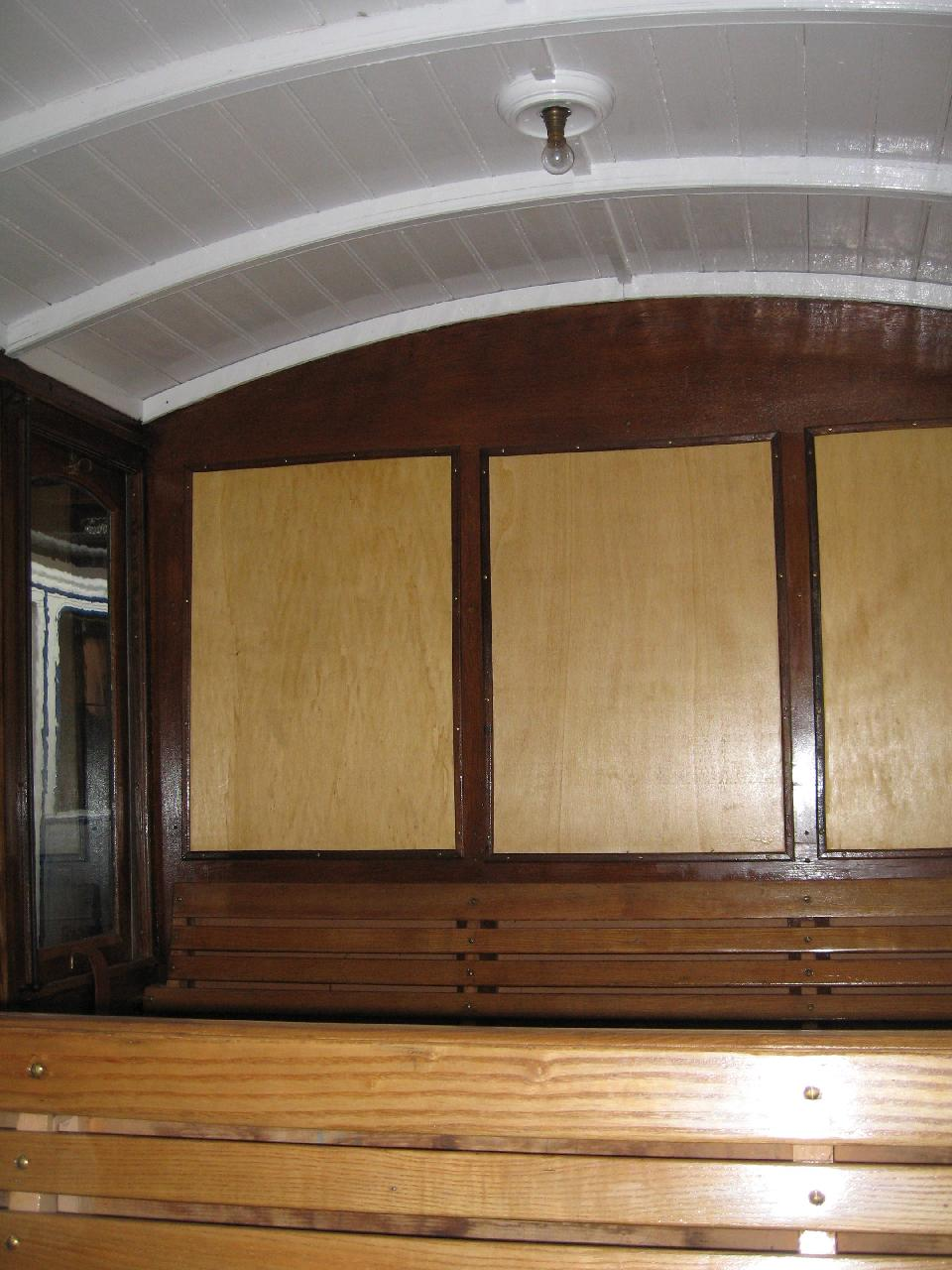
AL C^{2} 21
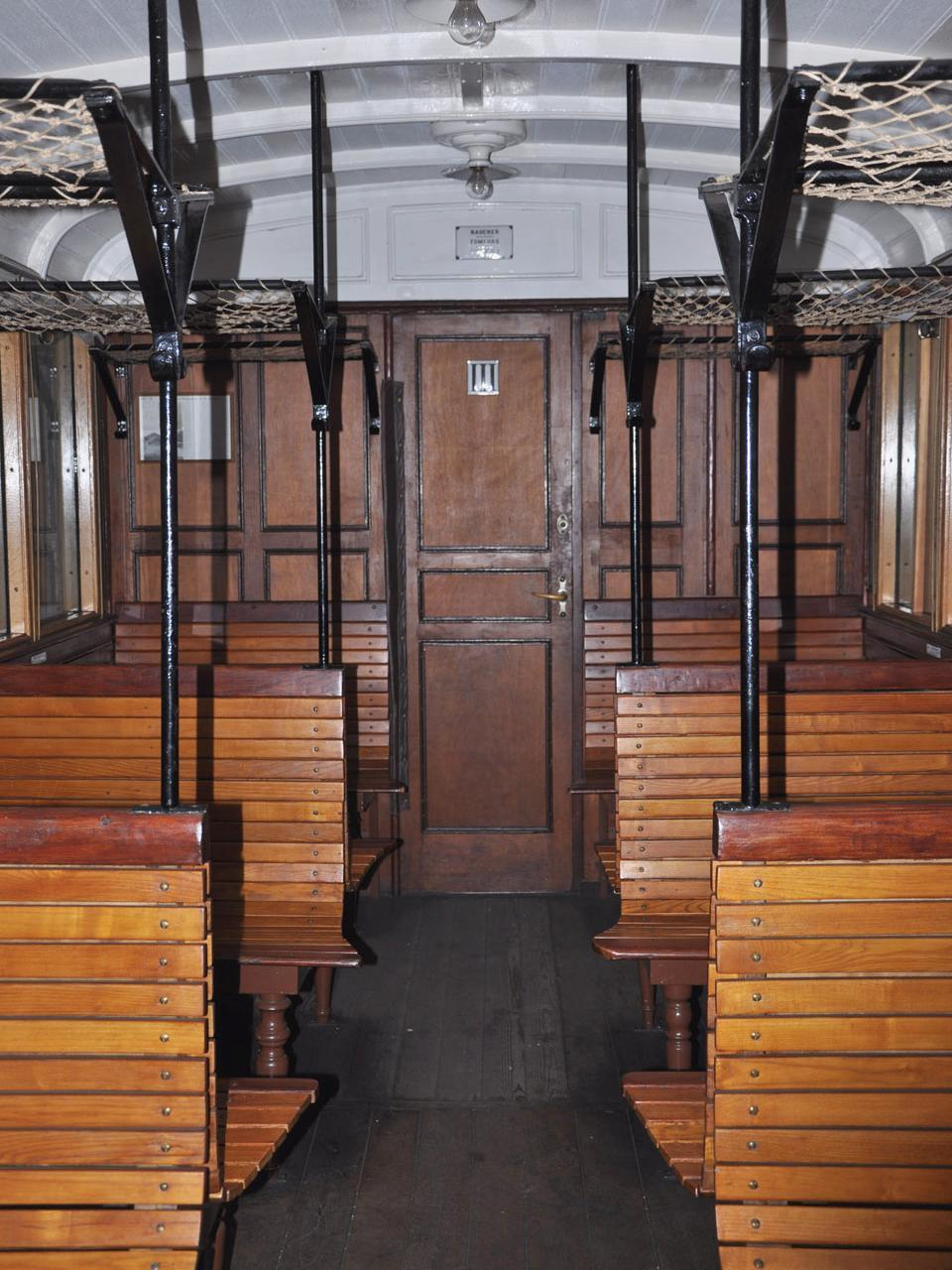
CEG C^{2} 23
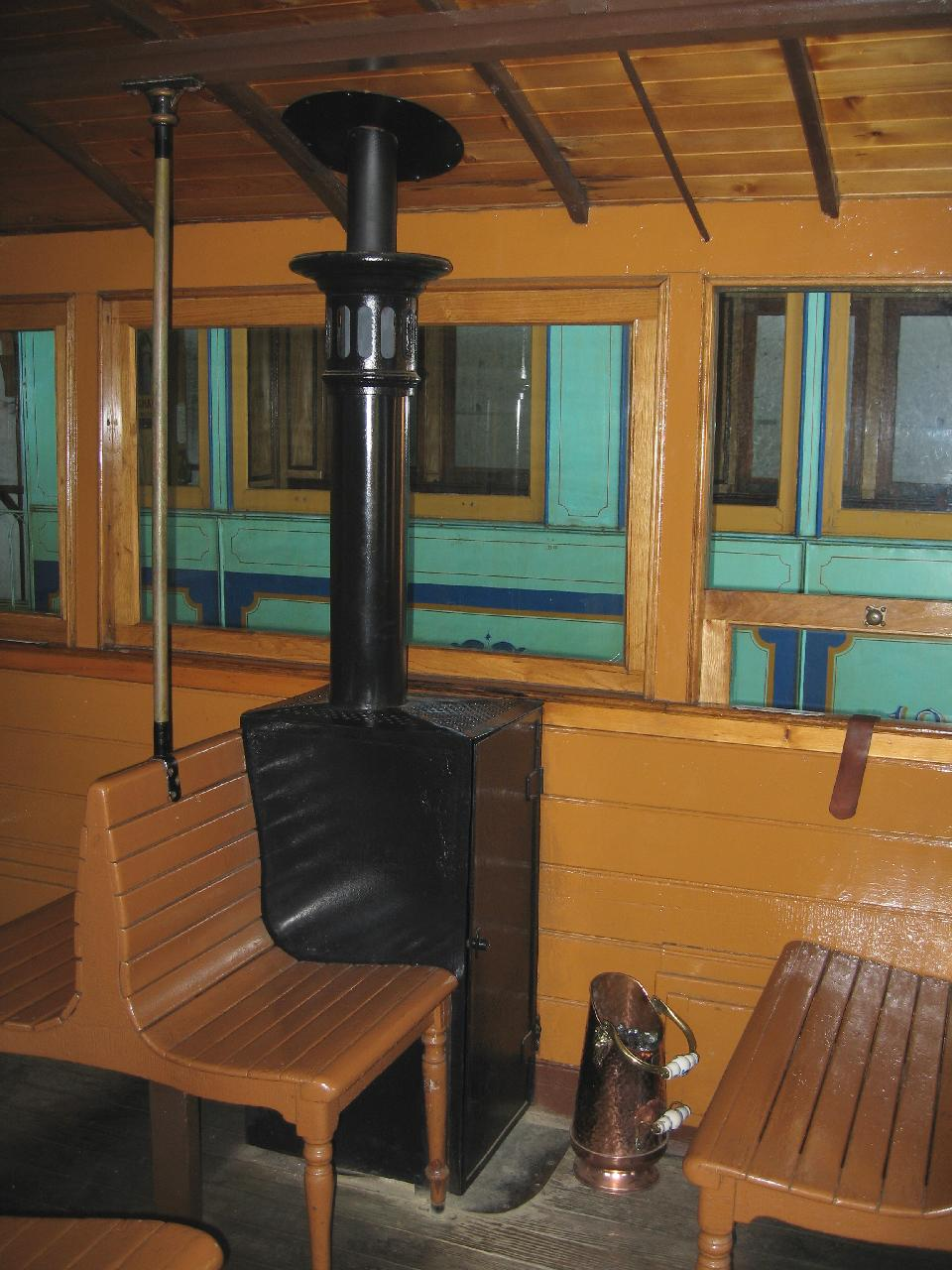
MEG C^{4} 171

| Image et désignation au chemin de fer musée Blonay-Chamby | Image et désignation au chemin de fer musée Blonay-Chamby | Image et désignation au chemin de fer musée Blonay-Chamby | Image et désignation au chemin de fer musée Blonay-Chamby | Image et désignation au chemin de fer musée Blonay-Chamby | Année de construction | Constructeur                     | Site                   | Remarque |
| Image                                                     | Entreprise ferroviaire                                    | Type                                                      | Série                                                     | Numéro                                                    | Année de construction | Constructeur                     | Site                   | Remarque |
| --------------------------------------------------------- | --------------------------------------------------------- | --------------------------------------------------------- | --------------------------------------------------------- | --------------------------------------------------------- | --------------------- | -------------------------------- | ---------------------- | --- |
|                                                           | RhB                                                       |                                                           | As2                                                       | 2                                                         | 1903                  | SIG                              | Chamby-Musée (Chaulin) | en état de marche |
|                                                           | BOB                                                       |                                                           | B3                                                        | 6                                                         | 1901                  | SIG                              | Chamby-Musée (Chaulin) | Kaiserwagen, en révision, provenance chemins de fer de l'Oberland bernois (BOB), Modelleisenbahnfreunde Eiger Zweilütschinen (MEFEZ) |
|                                                           | NStCM                                                     |                                                           | C4                                                        | 7                                                         | 1910                  | ANF                              | Chamby-Musée (Chaulin) | en état de marche |
|                                                           | LE                                                        |                                                           | B2                                                        | 5                                                         | 1865                  | Chevalier, Chailus & Cie à Paris | Chamby-Musée (Chaulin) | Reine Berthe, en état de marche , à l'origine MC                                                                                     |
|                                                           | MCM                                                       |                                                           | BC2                                                       | 10                                                        | 1908                  | SIG                              | Chamby-Musée (Chaulin) | en état de marche |
|                                                           | RdB                                                       |                                                           | BC2                                                       | 11                                                        | 1890                  | SIG                              | Chamby-Musée (Chaulin) | |
|                                                           | SeTB                                                      |                                                           | C2                                                        | 13                                                        | 1905                  | MAN                              | Chamby-Musée (Chaulin) | Photo historique de 1968, ex BC2 13                                                                                                  |
|                                                           | RB                                                        |                                                           | ABCFZ4                                                    | 15                                                        | 1895                  | De Dietrich                      | Chamby-Musée (Chaulin) | en état de marche |
|                                                           | AL                                                        |                                                           | CF2                                                       | 21                                                        | 1900                  | SIG                              | Chamby-Musée (Chaulin) | en état de marche |
|                                                           | CEV                                                       |                                                           | BC2                                                       | 21                                                        | 1902                  | SWS                              | Chamby-Musée (Chaulin) | en état de marche |
|                                                           | LCD                                                       |                                                           | C2                                                        | 21                                                        | 1911                  | SWS                              | Chamby-Musée (Chaulin) | Giardiniera, en état de marche |
|                                                           | RdB                                                       |                                                           | CF2                                                       | 21                                                        | 1890                  | SIG                              | Chamby-Musée (Chaulin) | |
|                                                           | LLB                                                       |                                                           | BC4                                                       | 22                                                        | 1915                  | SIG                              | Chamby-Musée (Chaulin) | en état de marche |
|                                                           | MOB                                                       |                                                           | BC4                                                       | 22                                                        | 1902                  | SIG                              | Chamby-Musée (Chaulin) | en état de marche |
|                                                           | GFM                                                       |                                                           | C2                                                        | 23                                                        | 1903                  | SWS                              | Chamby-Musée (Chaulin) | en révision |
|                                                           | BOB                                                       |                                                           | C4                                                        | 44                                                        | 1926                  | SIG                              | Chamby-Musée (Chaulin) | en état de marche |
|                                                           | MOB                                                       |                                                           | B4                                                        | 61                                                        | 1906                  | SIG                              | Chamby-Musée (Chaulin) | en état de marche |
|                                                           | RhB                                                       |                                                           | AB2                                                       | 121                                                       | 1903                  | SIG                              | Chamby-Musée (Chaulin) | en état de marche |
|                                                           | MEG                                                       |                                                           | C4                                                        | 171                                                       | 1891                  | SEG                              | Chamby-Musée (Chaulin) | en état de marche |

Intérieurs
- RhB As2 2
- MCM BC2 10
- RdB BC2 11 2e classe
- RdB BC2 11 3e classe
- AL C2 21
- CEG C2 23
- MEG C4 171

#### Voitures, type tramway
| Image et désignation au chemin de fer musée Blonay-Chamby | Image et désignation au chemin de fer musée Blonay-Chamby | Image et désignation au chemin de fer musée Blonay-Chamby | Image et désignation au chemin de fer musée Blonay-Chamby | Image et désignation au chemin de fer musée Blonay-Chamby | Année de construction | Constructeur | Site                   | Remarque          |
| Image                                                     | Entreprise ferroviaire                                    | Type                                                      | Série                                                     | Numéro                                                    | Année de construction | Constructeur | Site                   | Remarque          |
| --------------------------------------------------------- | --------------------------------------------------------- | --------------------------------------------------------- | --------------------------------------------------------- | --------------------------------------------------------- | --------------------- | ------------ | ---------------------- | ----------------- |
|                                                           | VMCV                                                      |                                                           | C2                                                        | 57                                                        | 1930                  | SIG          | Chamby-Musée (Chaulin) | en état de marche |
|                                                           | CGTE                                                      |                                                           | C4                                                        | 370                                                       | 1920                  | SIG          | Chamby-Musée (Chaulin) | en état de marche |

#### Fourgons à bagages et fourgons postal
| Image et désignation au chemin de fer musée Blonay-Chamby | Image et désignation au chemin de fer musée Blonay-Chamby | Image et désignation au chemin de fer musée Blonay-Chamby | Image et désignation au chemin de fer musée Blonay-Chamby | Image et désignation au chemin de fer musée Blonay-Chamby | Année de construction | Constructeur | Site                   | Remarque          |
| Image                                                     | Entreprise ferroviaire                                    | Type                                                      | Série                                                     | Numéro                                                    | Année de construction | Constructeur | Site                   | Remarque          |
| --------------------------------------------------------- | --------------------------------------------------------- | --------------------------------------------------------- | --------------------------------------------------------- | --------------------------------------------------------- | --------------------- | ------------ | ---------------------- | ----------------- |
|                                                           | GFM                                                       | Fourgon à bagages avec compartiment postal                | FZ2                                                       | 36                                                        | 1903                  | SWS          | Chamby-Musée (Chaulin) | en état de marche |

#### Wagons marchandises
| Image et désignation au chemin de fer musée Blonay-Chamby | Image et désignation au chemin de fer musée Blonay-Chamby | Image et désignation au chemin de fer musée Blonay-Chamby | Image et désignation au chemin de fer musée Blonay-Chamby | Image et désignation au chemin de fer musée Blonay-Chamby | Année de construction | Constructeur | Site                   | Remarque                                     |
| Image                                                     | Entreprise ferroviaire                                    | Type                                                      | Série                                                     | Numéro                                                    | Année de construction | Constructeur | Site                   | Remarque                                     |
| --------------------------------------------------------- | --------------------------------------------------------- | --------------------------------------------------------- | --------------------------------------------------------- | --------------------------------------------------------- | --------------------- | ------------ | ---------------------- | -------------------------------------------- |
|                                                           | AB                                                        | Wagon couvert                                             | K                                                         | 30                                                        | 1875                  | Kirchheim    | Chamby-Musée (Chaulin) | en état de marche                            |
|                                                           | SeTB                                                      | Wagon couvert                                             | K                                                         | 31                                                        | 1905                  | MAN          | Chamby-Musée (Chaulin) |                                              |
|                                                           | CEV                                                       | Wagon couvert                                             | GK                                                        | 37                                                        | 1905                  | MAN          | Jor                    | en état de marche                            |
|                                                           | LLB                                                       | Wagon couvert                                             | K                                                         | 41                                                        | 1915                  | SWS          | Chamby-Musée (Chaulin) | en état de marche                            |
|                                                           | LLB                                                       |                                                           | M                                                         | 51                                                        | 1915                  | SWS          | Chamby-Musée (Chaulin) | en état de marche                            |
|                                                           | LLB                                                       |                                                           | L                                                         | 60                                                        | 1915                  | SWS          | Chamby-Musée (Chaulin) | en état de marche                            |
|                                                           | AL                                                        | Wagon couvert                                             | K                                                         | 87                                                        | 1912                  | SWS          | Chamby-Musée (Chaulin) | en état de marche                            |
|                                                           | MOB                                                       | Wagon couvert                                             | K                                                         | 101                                                       | 1901                  | SIG          | Chamby-Musée (Chaulin) | en état de marche                            |
|                                                           | MOB                                                       |                                                           | Lo                                                        | 153                                                       | 1903                  | SIG          | Chamby-Musée (Chaulin) | en état de marche                            |
|                                                           | TL                                                        | Wagon couvert                                             | K                                                         | 510                                                       | 1910                  | SWS          | Chamby-Musée (Chaulin) | en état de marche                            |
|                                                           | GFM                                                       | Wagon couvert                                             | K                                                         | 610                                                       | 1903                  | SWS          | Chamby-Musée (Chaulin) | en état de marche                            |
|                                                           | GFM                                                       | Wagon couvert                                             | K                                                         | 672                                                       | 1955                  | GFM          | Vevey gare             | en état de marche, wagon Magazin, ex Gak 672 |
|                                                           | MOB                                                       |                                                           | M                                                         | 706                                                       | 1905                  | Busch        | Chamby-Musée (Chaulin) | en état de marche                            |
|                                                           | GFM                                                       |                                                           | L                                                         | 712                                                       | 1905                  | SWS          | Chamby-Musée (Chaulin) | en état de marche                            |
|                                                           | MOB                                                       |                                                           | O                                                         | 801                                                       | 1904                  | Busch        | Chamby-Musée (Chaulin) | en état de marche                            |

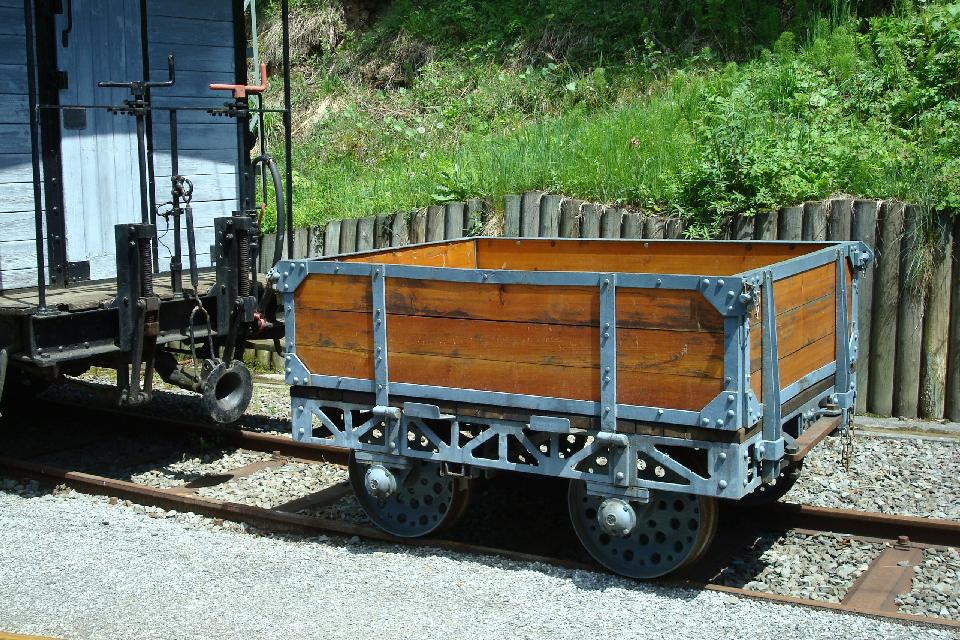
Güterlore (wagon de mine) - Provenance Chemin de fer Électriques de la Gruyère (CEG)
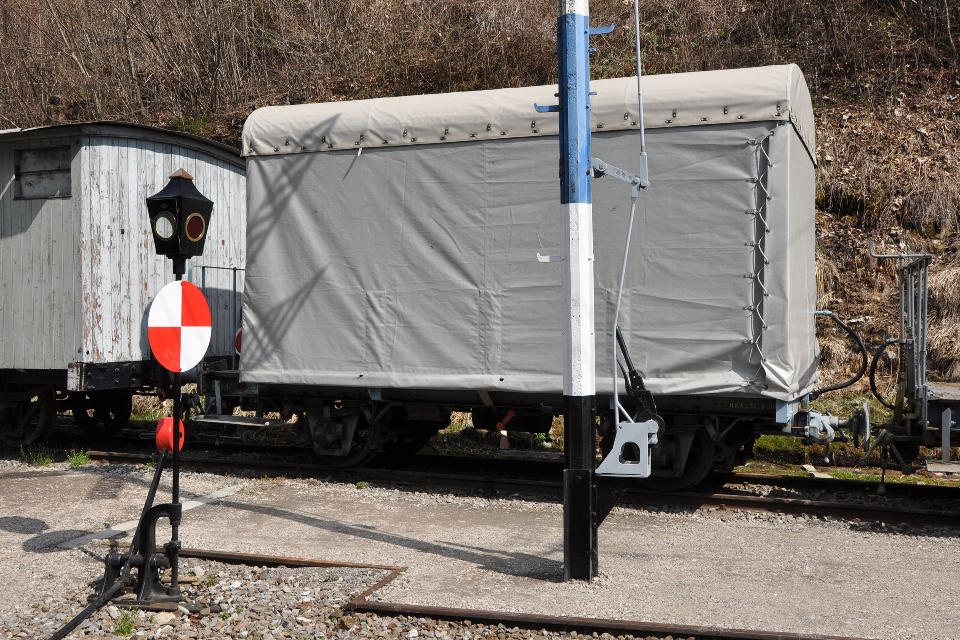
L0 60 bâche fermée

### Matériel de service

#### Locotracteurs et Draisines
| Image et désignation au chemin de fer musée Blonay-Chamby | Image et désignation au chemin de fer musée Blonay-Chamby | Image et désignation au chemin de fer musée Blonay-Chamby | Image et désignation au chemin de fer musée Blonay-Chamby | Image et désignation au chemin de fer musée Blonay-Chamby | Année de construction | Constructeur                                              | Site                   | Remarque |
| Image                                                     | Entreprise ferroviaire                                    | Type                                                      | Série                                                     | Numéro                                                    | Année de construction | Constructeur                                              | Site                   | Remarque |
| --------------------------------------------------------- | --------------------------------------------------------- | --------------------------------------------------------- | --------------------------------------------------------- | --------------------------------------------------------- | --------------------- | --------------------------------------------------------- | ---------------------- | --- |
|                                                           | RhB                                                       | Draisine                                                  | Dm 1/2                                                    |                                                           |                       | W. Wolf Zürich/Berg & Co. Moteur: MEK Verkstad Ullersäter | Chamby-Musée (Chaulin) | en état de marche |
|                                                           | RhB                                                       | Draisine à main                                           | Dd 1/2                                                    |                                                           |                       | Oehler                                                    | Chamby-Musée (Chaulin) | en état de marche |
|                                                           | RB                                                        | Draisine                                                  | Dm 2/2                                                    | 3                                                         |                       | Billard                                                   | Chamby-Musée (Chaulin) | Biniou, en révision |
|                                                           | VBZ                                                       | Locotracteur                                              | Te 2/2                                                    | 926                                                       | 1935                  | StStZ / MFO                                               | Chamby-Musée (Chaulin) | en état de marche |
|                                                           | MOB                                                       | Locotracteur                                              | Tm 2/2                                                    | 20200                                                     | 1930                  | Orenstein & Koppel                                        | Chamby-Musée (Chaulin) | en état de marche, provenance Holzwerk Rieder à St. Stephan, entreprise de construction de la Grande Dixence, moteur Diesel, en état de marche |

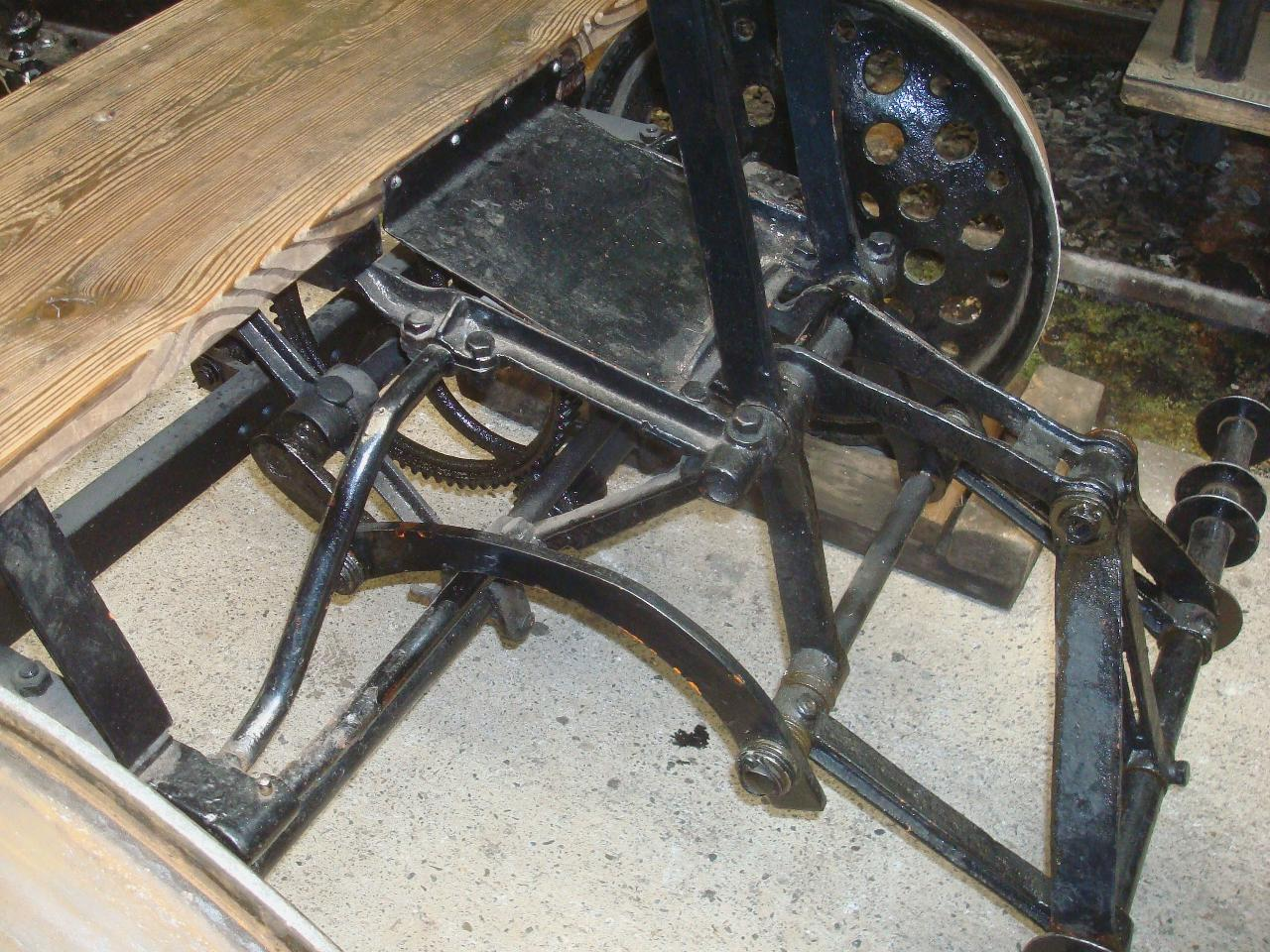
Détails de la draisine à bras Dd 1/2 provenance Chemins de fer rhétiques (RhB)

#### Chasse-neige
| Image et désignation au chemin de fer musée Blonay-Chamby | Image et désignation au chemin de fer musée Blonay-Chamby | Image et désignation au chemin de fer musée Blonay-Chamby | Image et désignation au chemin de fer musée Blonay-Chamby | Image et désignation au chemin de fer musée Blonay-Chamby | Année de construction | Constructeur | Site                   | Remarque                                                                                           |
| Image                                                     | Entreprise ferroviaire                                    | Type                                                      | Série                                                     | Numéro                                                    | Année de construction | Constructeur | Site                   | Remarque                                                                                           |
| --------------------------------------------------------- | --------------------------------------------------------- | --------------------------------------------------------- | --------------------------------------------------------- | --------------------------------------------------------- | --------------------- | ------------ | ---------------------- | -------------------------------------------------------------------------------------------------- |
|                                                           | RhB                                                       | Chasse-neige rotatif à vapeur                             | Xrot d                                                    | 9214                                                      | 1913                  | SLM          | Chamby-Musée (Chaulin) | provenace Dampfbahn Furka-Bergstecke (DFB), Chemin de fer rhétique (RhB) de la ligne de la Bernina |

#### Véhicules divers
| Image et désignation au chemin de fer musée Blonay-Chamby | Image et désignation au chemin de fer musée Blonay-Chamby | Image et désignation au chemin de fer musée Blonay-Chamby | Image et désignation au chemin de fer musée Blonay-Chamby | Image et désignation au chemin de fer musée Blonay-Chamby | Année de construction | Constructeur | Site                   | Remarque                                                 |
| Image                                                     | Entreprise ferroviaire                                    | Type                                                      | Série                                                     | Numéro                                                    | Année de construction | Constructeur | Site                   | Remarque                                                 |
| --------------------------------------------------------- | --------------------------------------------------------- | --------------------------------------------------------- | --------------------------------------------------------- | --------------------------------------------------------- | --------------------- | ------------ | ---------------------- | -------------------------------------------------------- |
|                                                           | CGTE                                                      | Tracteur, automotrice Fourgon type tramway                | Fe 4/4                                                    | 151                                                       | 1911                  | SIG / S&H    | Chamby-Musée (Chaulin) | en état de marche                                        |
|                                                           | TrB                                                       | Arroseuse                                                 | Xe 2/2                                                    | 1                                                         | 1915                  | SWS / MFO    | Chamby-Musée (Chaulin) | en révision                                              |
|                                                           | CEV                                                       | Menuiserie                                                | X2                                                        | 52                                                        |                       |              | Chamby-Musée (Chaulin) |                                                          |
|                                                           | LLB                                                       | Grue                                                      | X2                                                        | 52                                                        | 1915                  | SWS          | Chamby-Musée (Chaulin) | en état de marche                                        |
|                                                           | JBL                                                       | réfectoire                                                | C3                                                        | 466                                                       | 1889                  | SIG          | Chamby-Musée (Chaulin) | provenance de la ligne de la Brünig, précédent C X3 9951 |

### Matériel roulant stationné à l'extérieur du réseau
| Image et désignation au chemin de fer musée Blonay-Chamby | Image et désignation au chemin de fer musée Blonay-Chamby | Image et désignation au chemin de fer musée Blonay-Chamby | Image et désignation au chemin de fer musée Blonay-Chamby | Image et désignation au chemin de fer musée Blonay-Chamby | Année de construction | Constructeur                     | Site | Remarque                                                                        |
| Image                                                     | Entreprise ferroviaire                                    | Type                                                      | Série                                                     | Numéro                                                    | Année de construction | Constructeur                     | Site | Remarque                                                                        |
| --------------------------------------------------------- | --------------------------------------------------------- | --------------------------------------------------------- | --------------------------------------------------------- | --------------------------------------------------------- | --------------------- | -------------------------------- | --- | ------------------------------------------------------------------------------- |
|                                                           | CGTE                                                      | Automotrice type tramway                                  | Ce 2/2                                                    | 125                                                       | 1920                  | SIG / SAAS                       | Genève                                                                                                  | en état de marche, prêté à l’Association Genevoise du Musée des Tramways (AGMT) |
|                                                           | CFF                                                       | Voiture                                                   | C4                                                        | 811                                                       | 1930                  | CFF                              | GFM Historique                                                                                          | en état de marche                                                               |
|                                                           | GFM                                                       | Voiture                                                   | C2                                                        | 230                                                       | 1905                  | SWS                              | Châtel–Saint-Denis                                                                                      |                                                                                 |
|                                                           | TN                                                        | Voiture type tramway                                      | C4                                                        | 121                                                       | 1892                  | Ateliers de construction de Bâle | Musée du Tram Areuse Neuchâtel (à Areuse), prêté l'Association Neuchâteloise des Amis du Tramway (ANAT) |                                                                                 |

1) L’automotrice type tramway Ce 2/2 numéro 125 e mis en servis en 1920 par la Compagnie genevoise des tramways électriques (CGTE). En 1961 l’automotrice est vendu au chemin de fer Martigny-Châtelard (MC) qui projetait de la transformer en automotrice de service qui n’été en suite pas réalisée. En suite le chemin de fer Martigny-Châtelard avait cédé le véhicule au chemin de fer musée-Blonay-Chamby (BC). Depuis 1997 le véhicule est prêté par le chemin de fer-musée Blonay-Chamby à l’Association genevoise du musée des tramways (AGMT). Après une révision l’automotrice type tramway circule sur le réseau Tramway à Genève depuis 2000.
En 2016 l’automotrice type tramway Basler Verkehrs-Betriebe (BVB) Ce 2/2 182 2 est donné au Tramway touristique de la vallée de la Deûle (AMITRAM).

## Images

### Ligne ferroviaire musée Blonay–Chamby et  Bifurcation–Chamby-Musée (Chaulin)

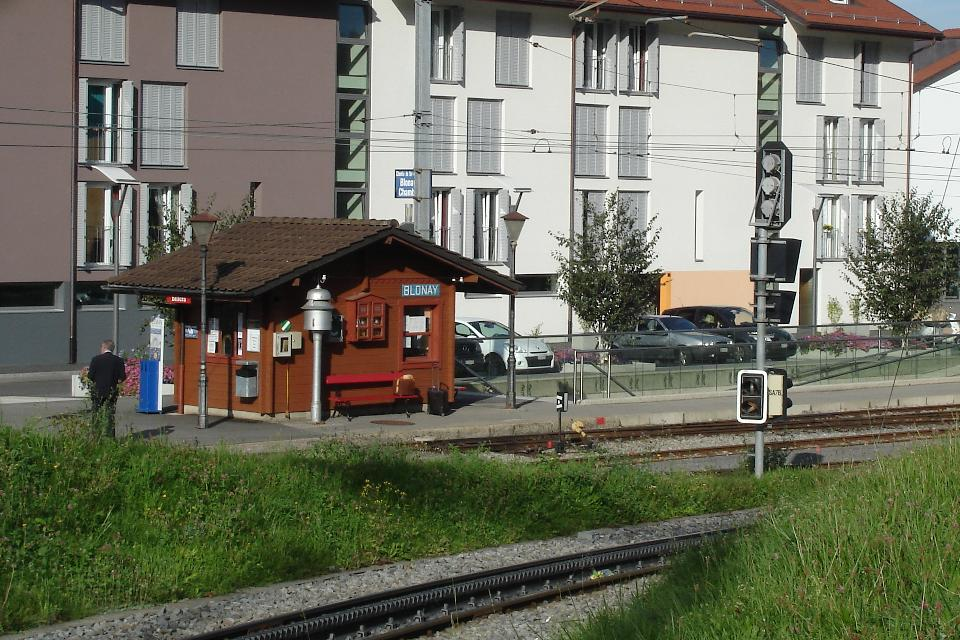
La gare de Blonay (en avant-plan la voie à crémaillère (système Strub) des Chemins de fer Électriques Veveysans (CEV) Blonay - Les Pléiades)
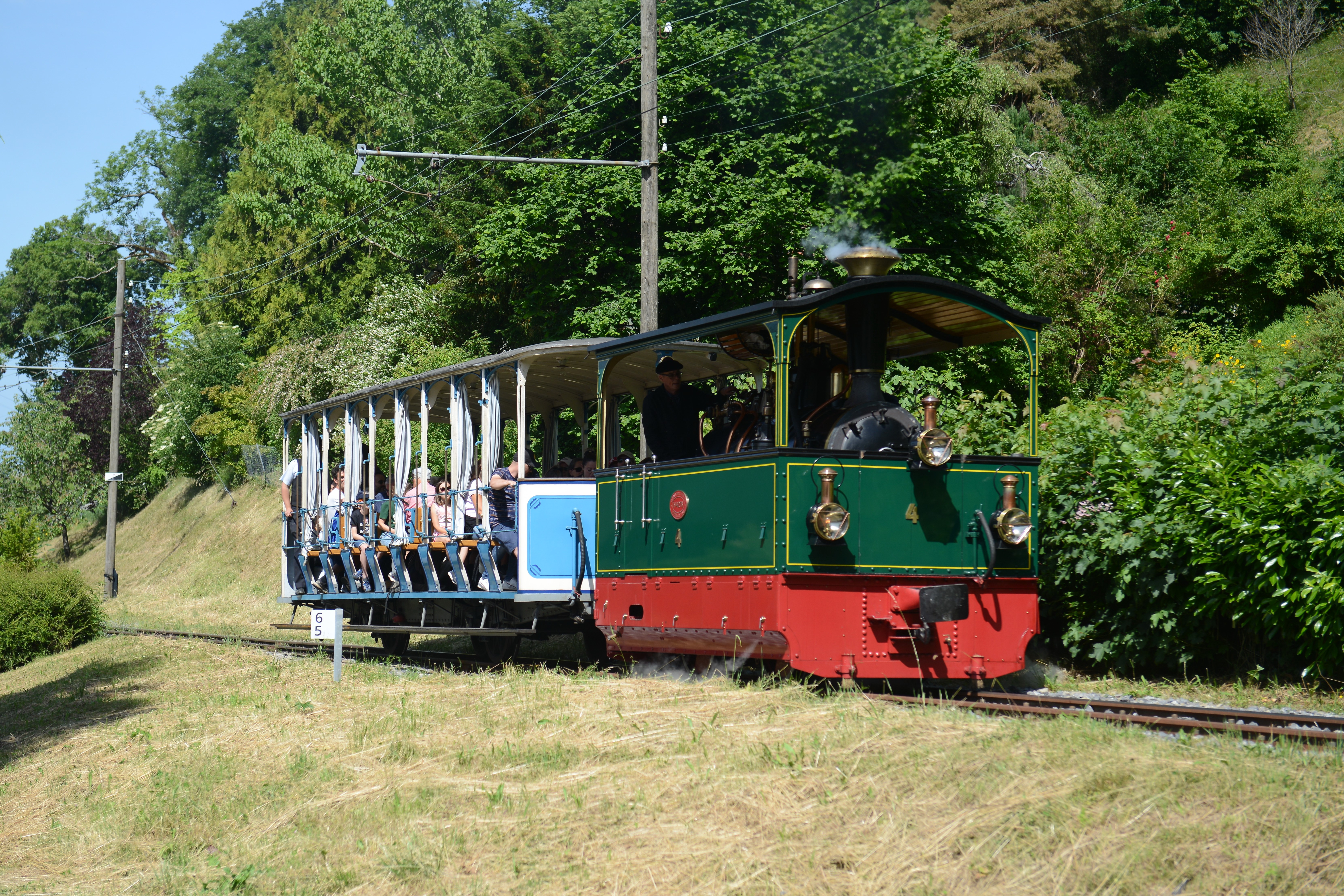
FTP G 2/2 4 Rimini et LCD C2 21 entre Blonay et Chantemerle.
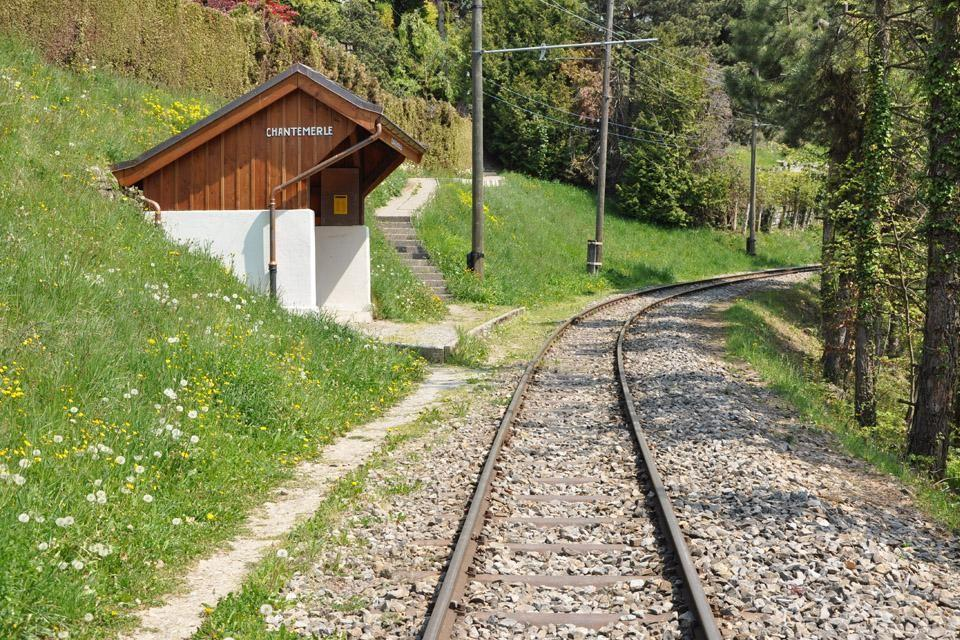
Halte de Chantemerle
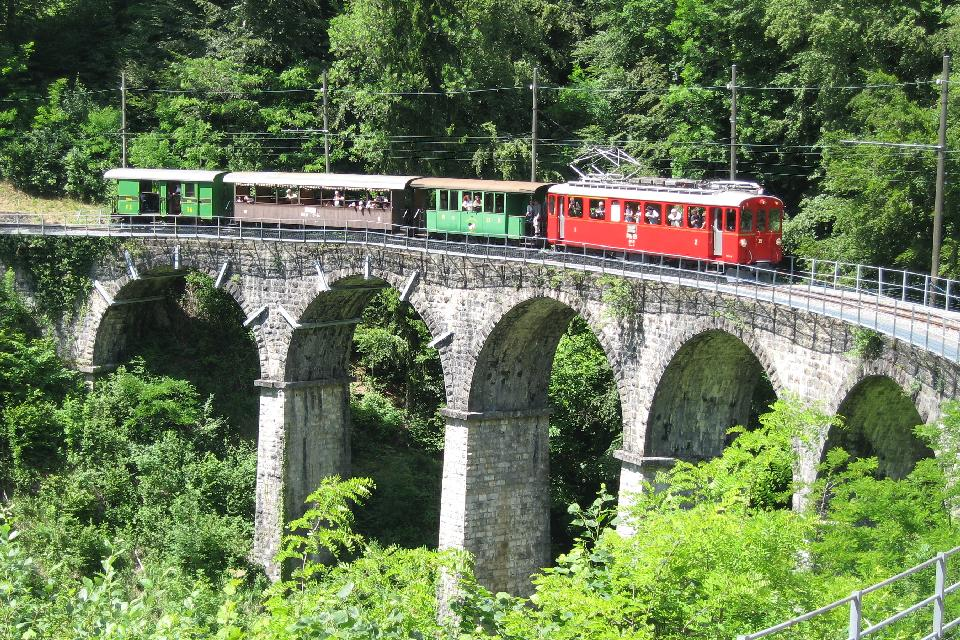
Viaduc de la Baye de Clarens: Longueur 78 m, Hauteur 45 m
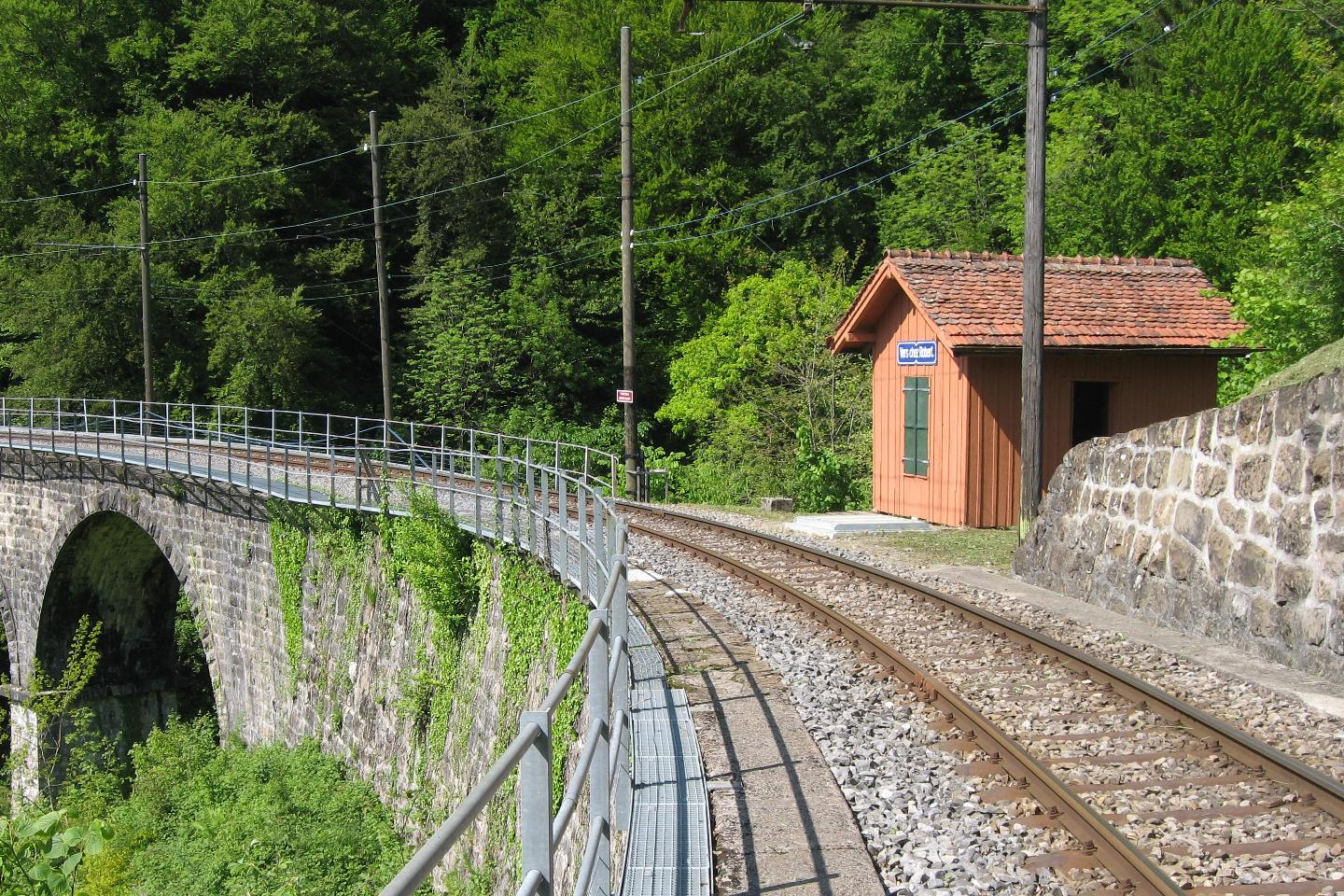
Halte de Vers-chez-Robert
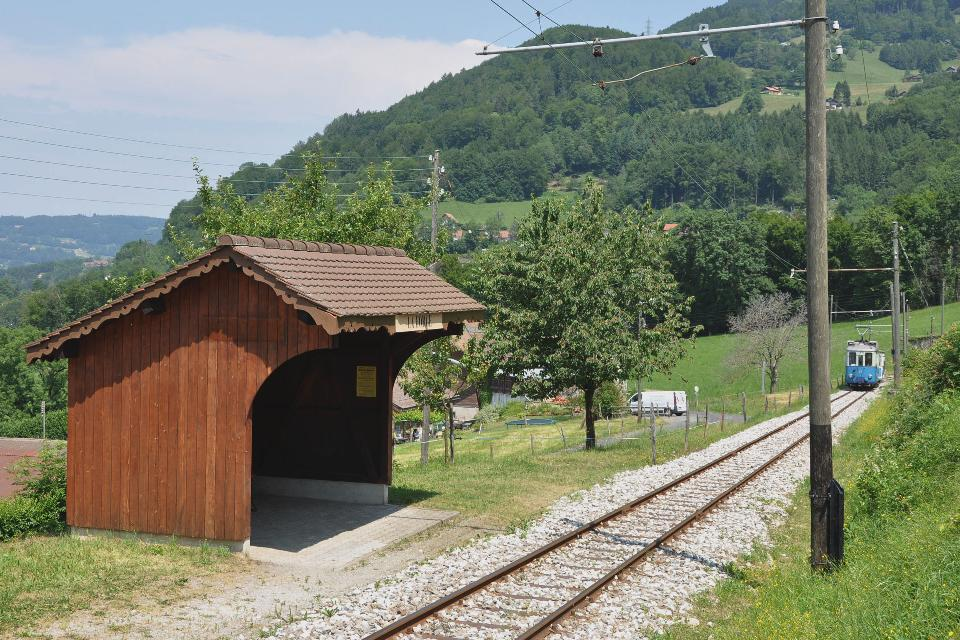
Halte de Cornaux
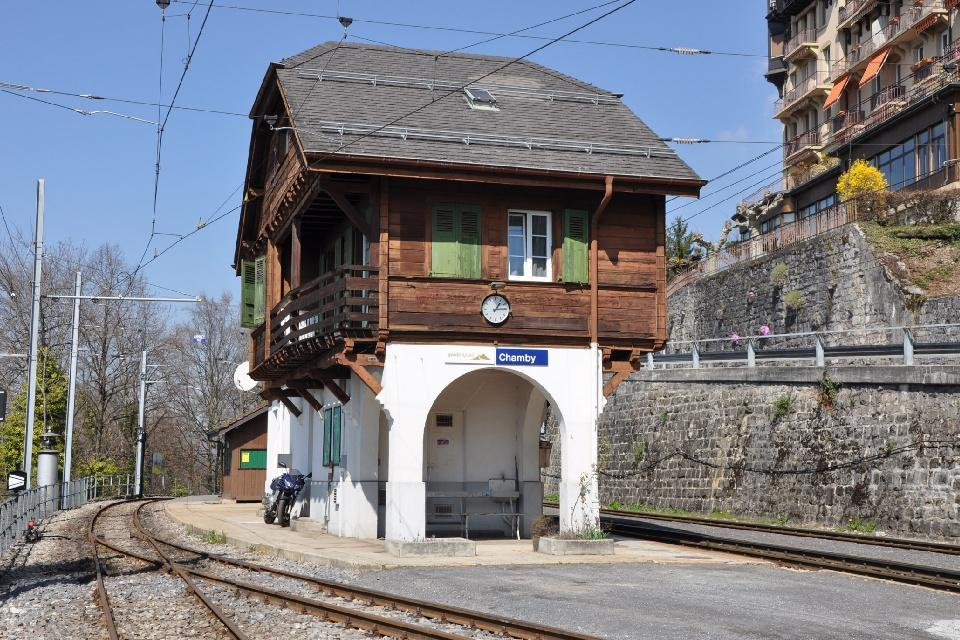
La gare de Chamby
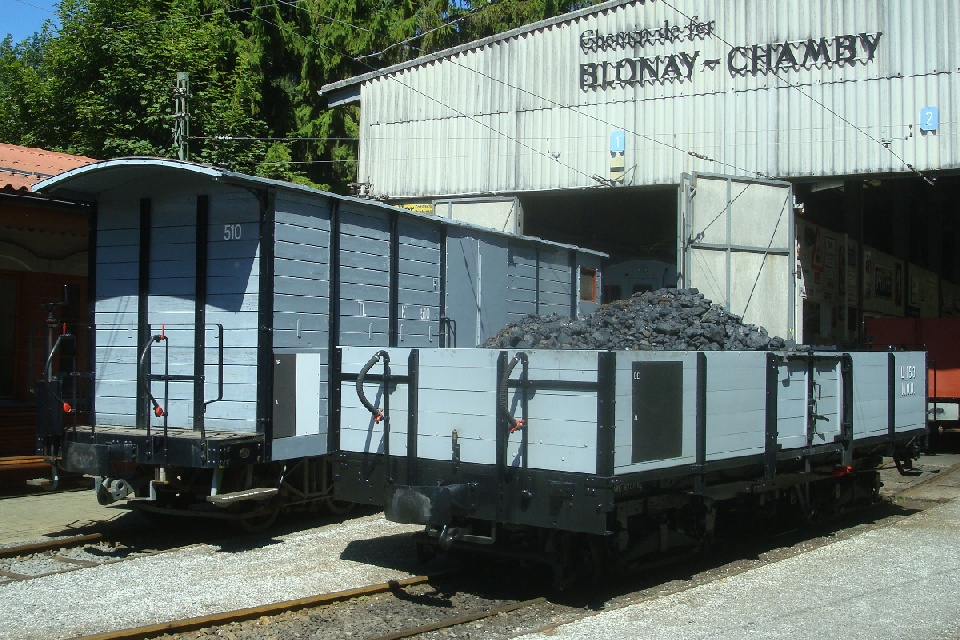
Ancien dépôt/hall d'exposition de Chaulin
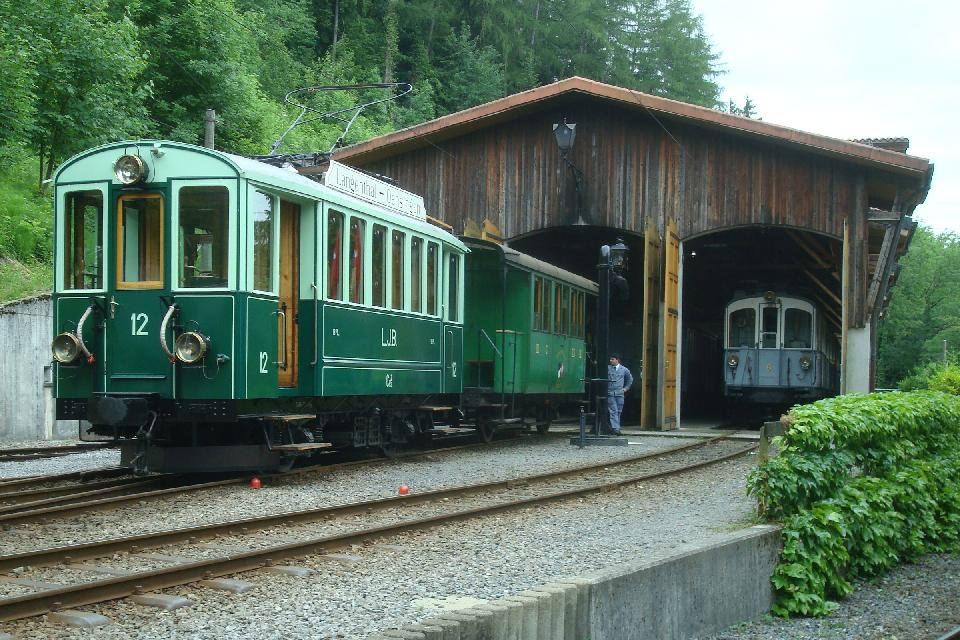
Nouveau dépôt/hall d'exposition de Chaulin
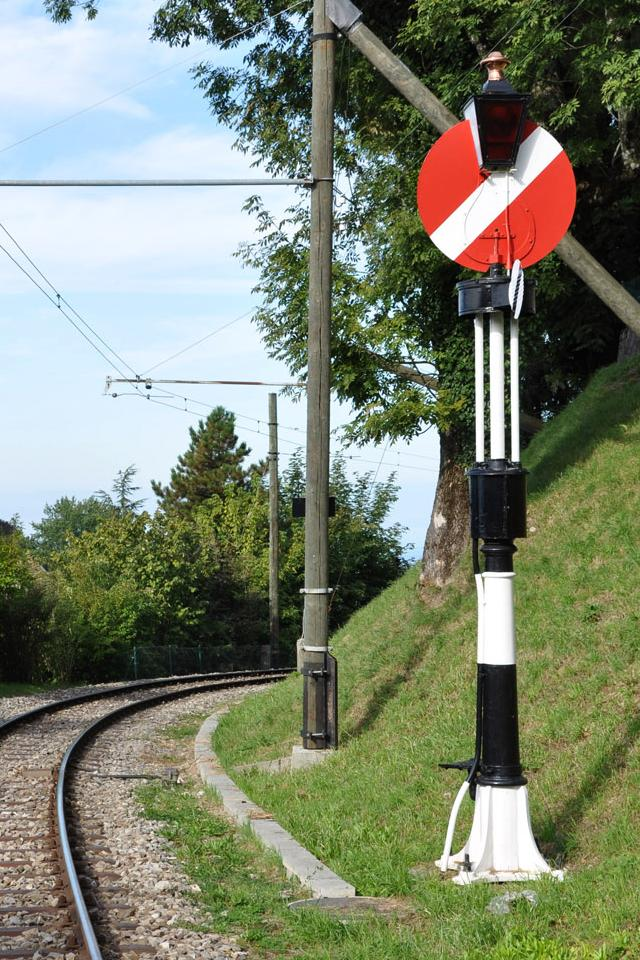
Signal à disque réversible Hipp utilisé sur le chemin de fer-musée Blonay-Chamby.

### Véhicules invités au patrimoine ferroviaire

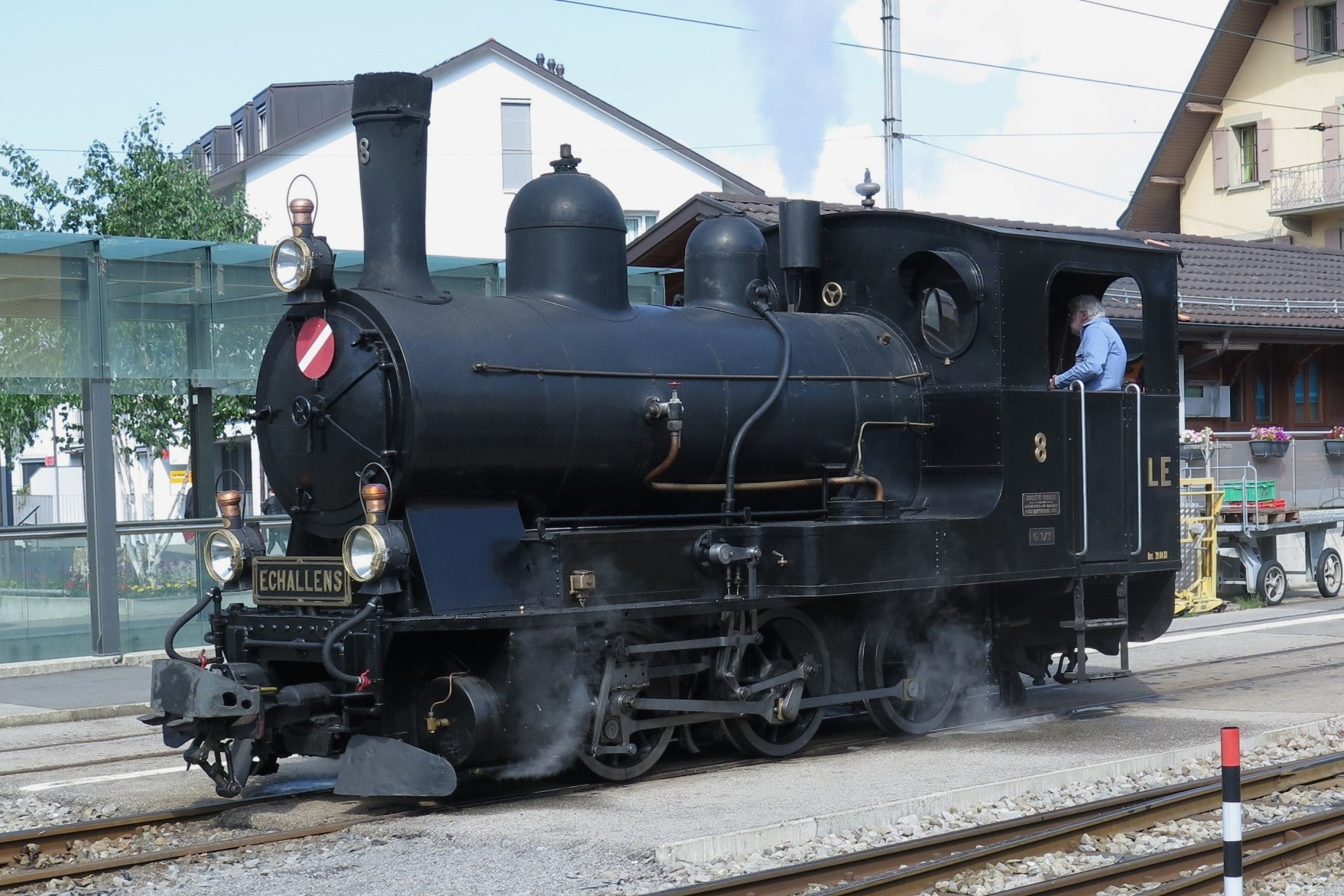
Festival de la traction vapeur de Pentecôte du 23 au 25 mai 2015. G 3/3 8 du chemin de fer Lausanne–Échallens–Bercher (LEB) à la gare de Blonay.
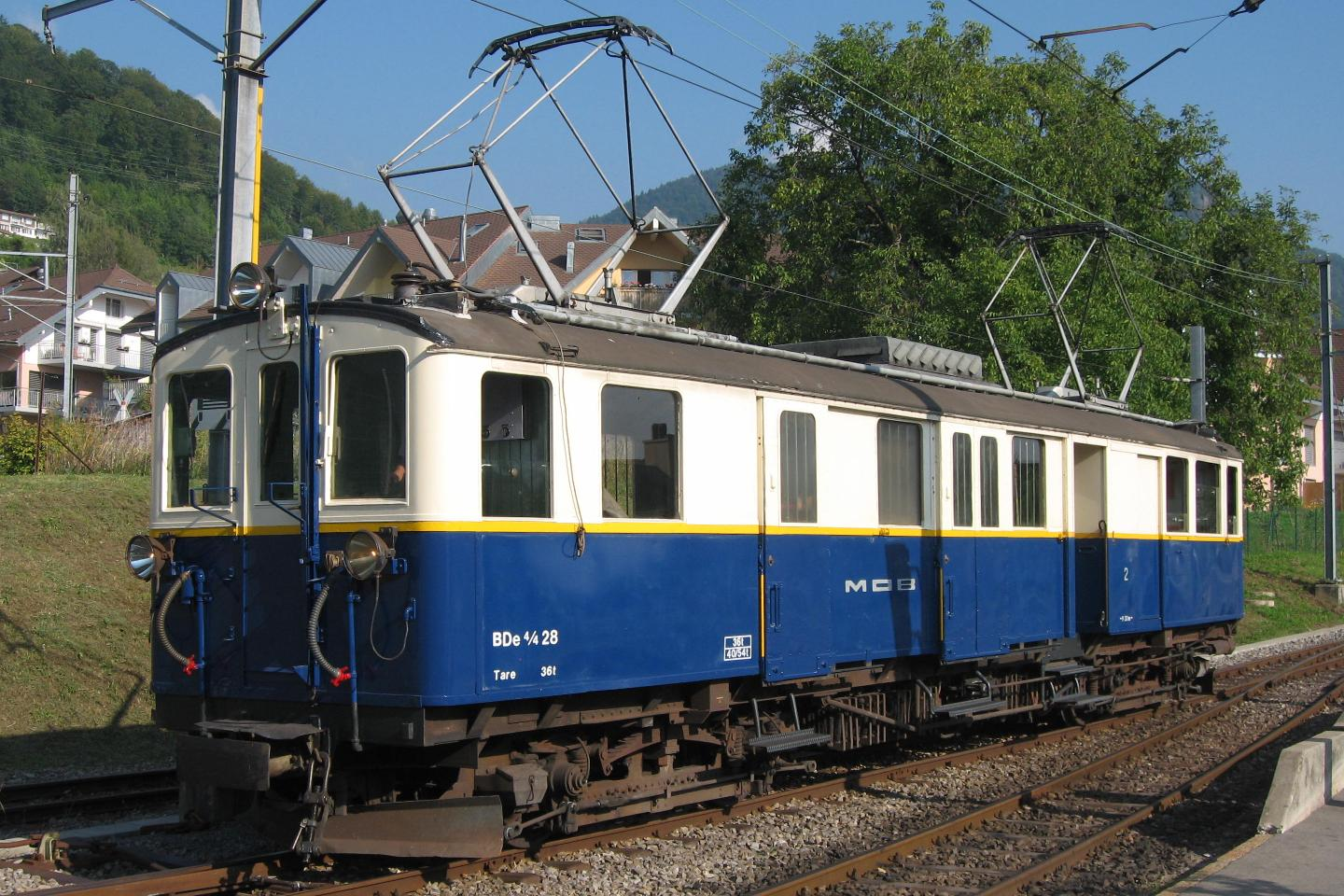
BDe 4/4 28, à l'origine CFZe 4/4 28 - Provenance (MOB)
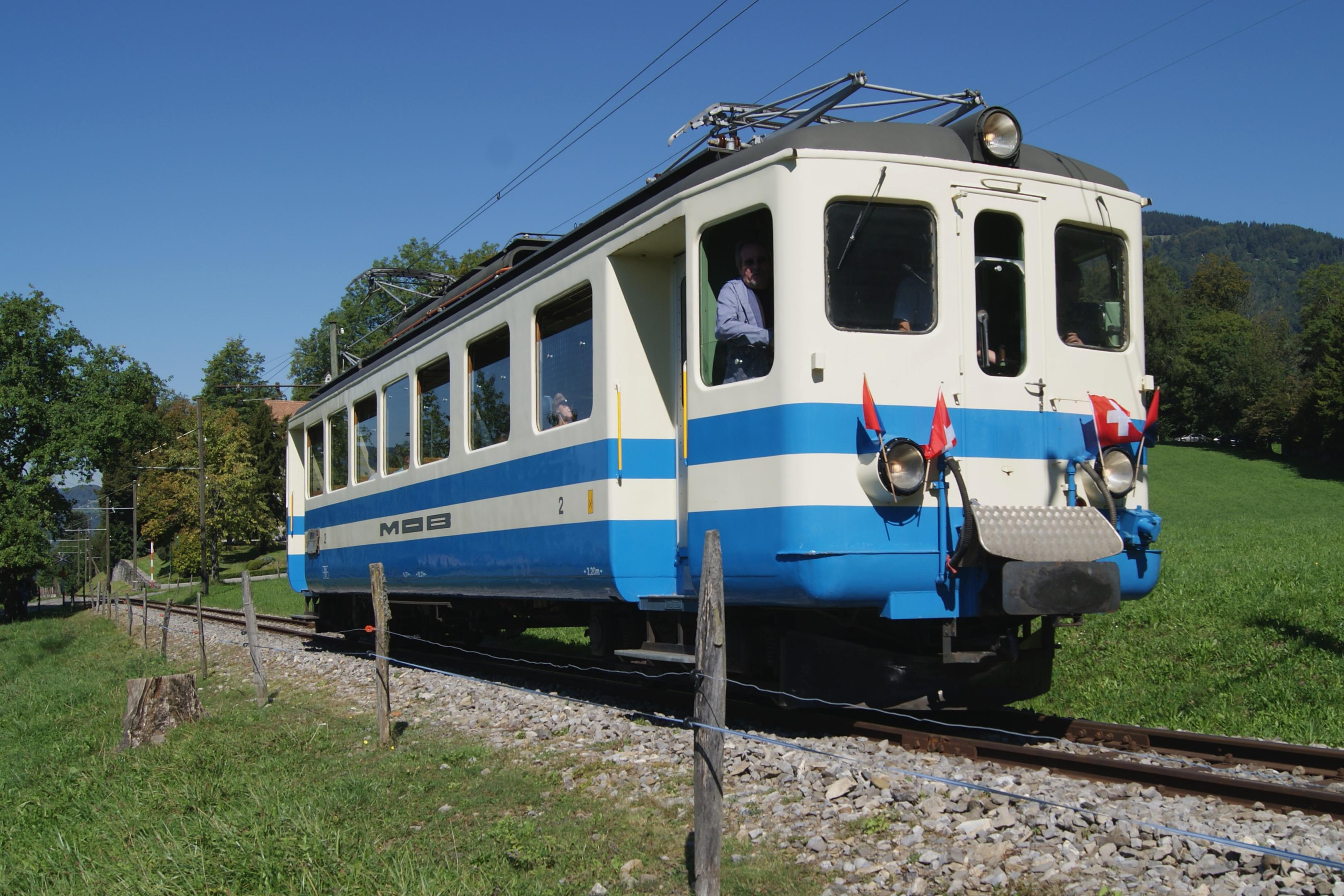
ABe 4/4 5 - Provenance Lugano-Ponte Tresa (FLP), actuellement Montreux-Oberland bernois (MOB) Soyez 4/4 1003
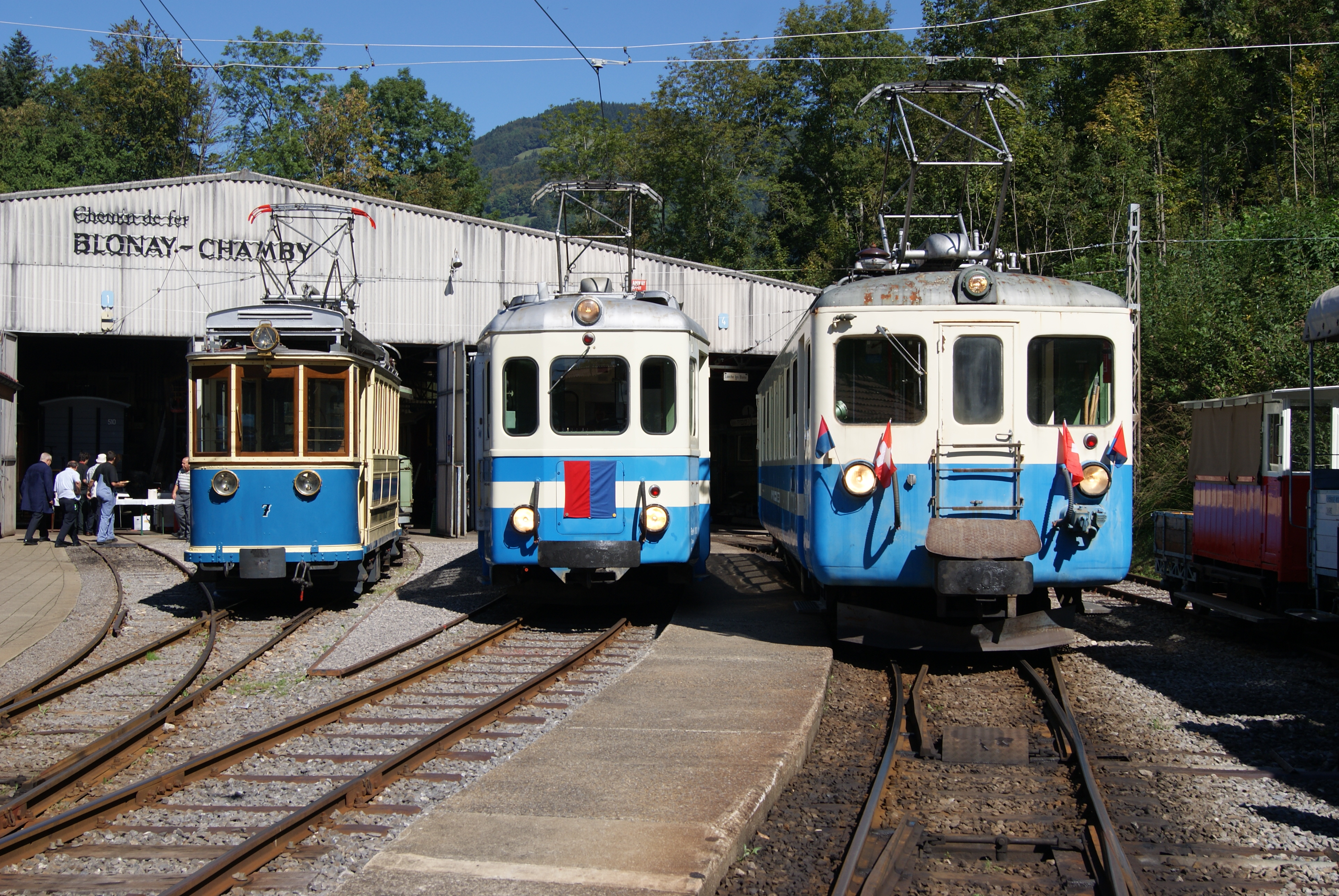
Journée tessinoise du 10 septembre 2011. Tram ex Tlo1 (tram de Lugano) aujourd'hui FART 7 Automotrice ex LCD 9 (Lugano-Cadro-Dino) aujourd'hui MOB 1001 Automotrice ex BA 4 (Biasca-Acquarossa) aujourd'hui MOB 1002
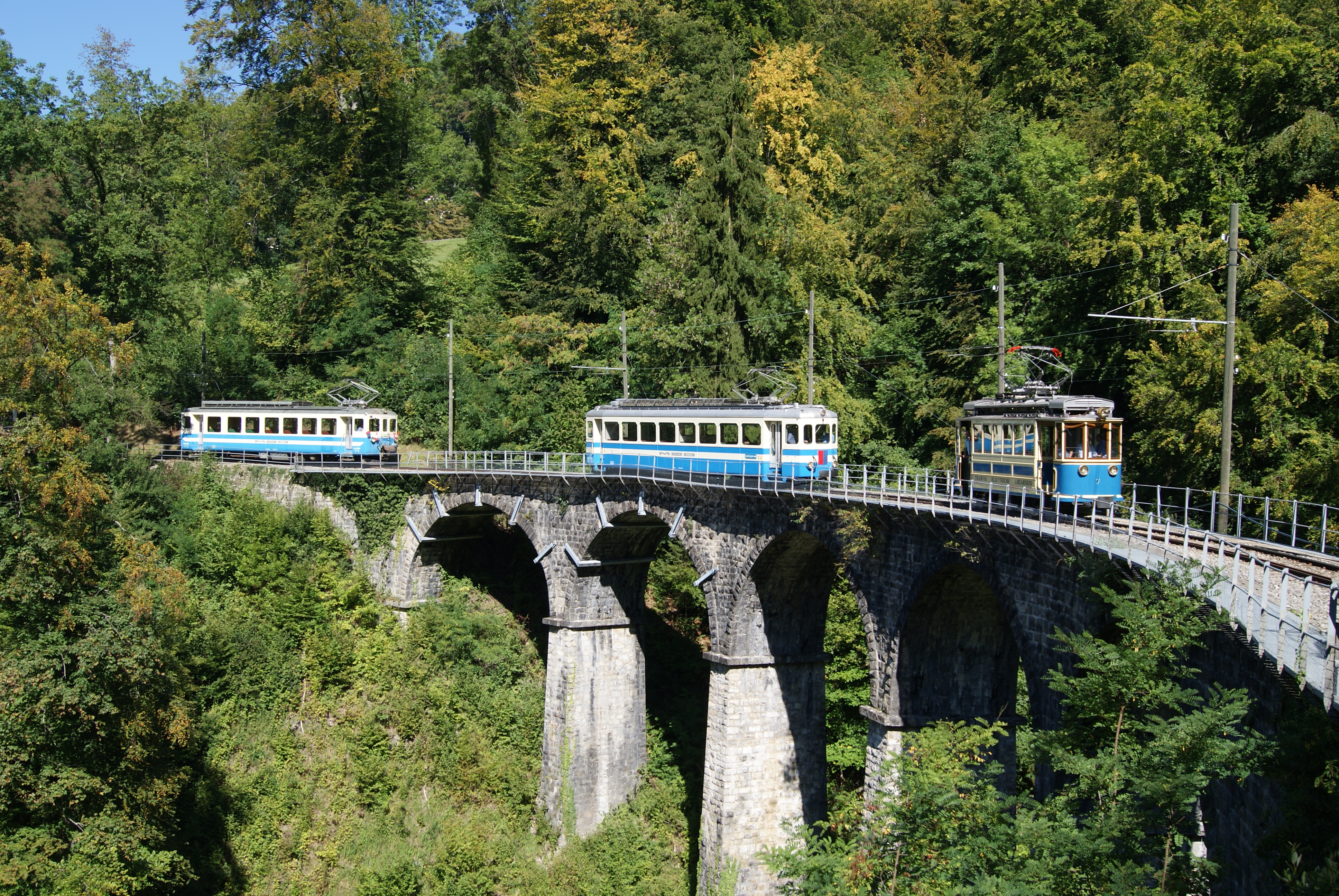
Journée tessinoise du 10 septembre 2011.
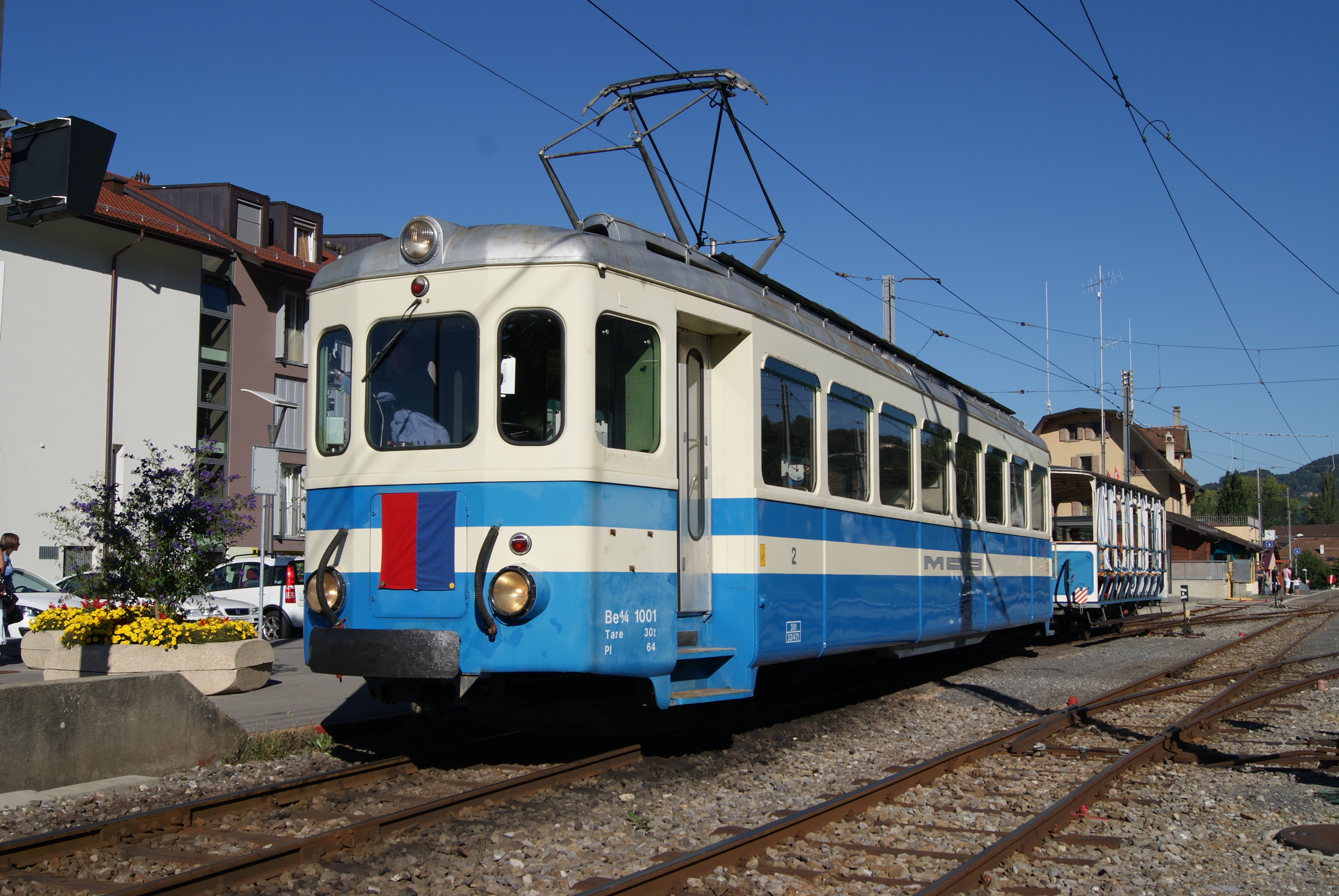
Journée tessinoise du 10 septembre 2011. Automotrice ex LCD 9 (Lugano-Cadro-Dino) aujourd'hui MOB 1001 Voiture d'été LCD 21 Giardiniera) (Lugano-Cadro-Dino)
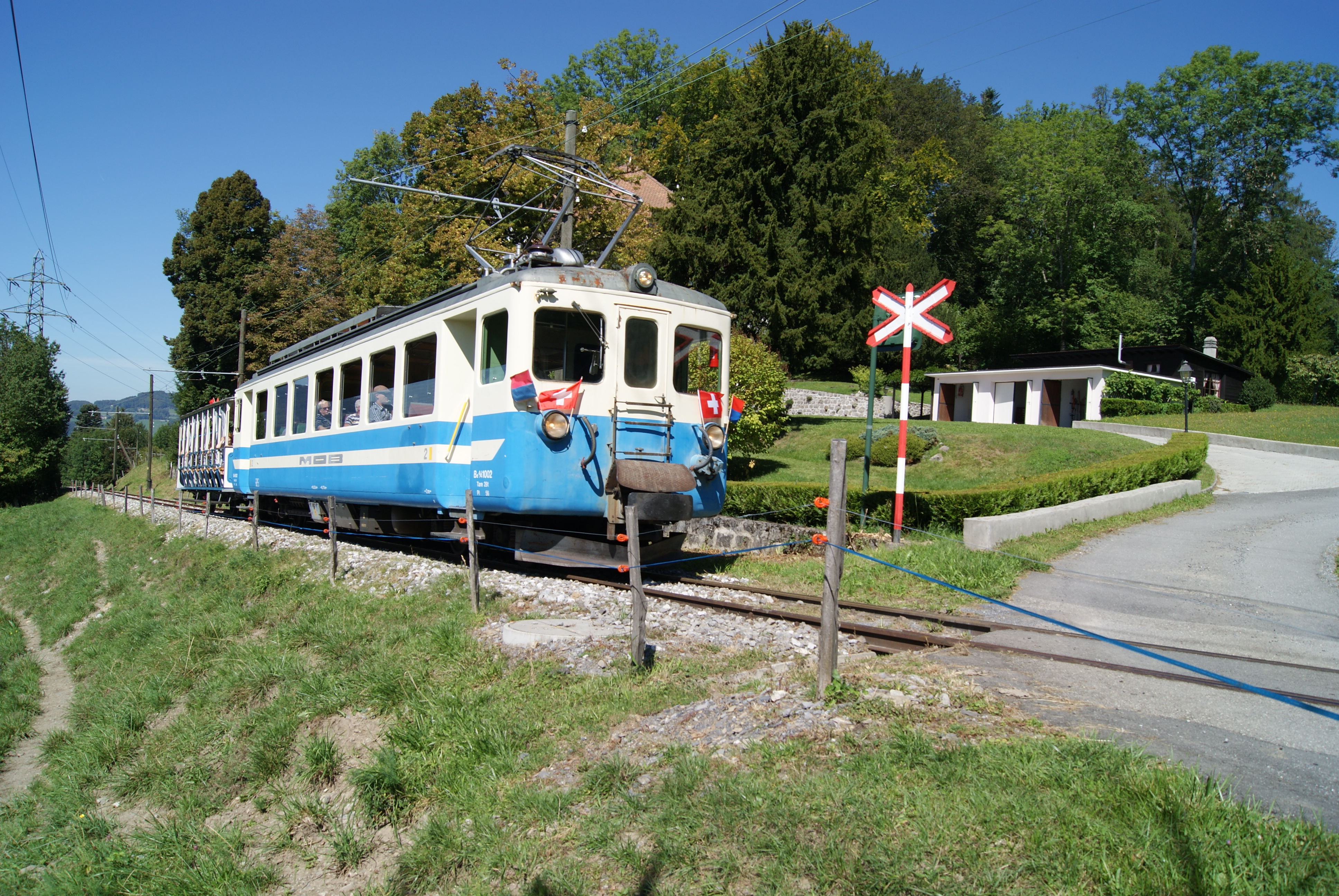
Journée tessinoise du 10 septembre 2011. Automotrice ex BA 4 (Biasca-Acquarossa) aujourd'hui MOB 1002
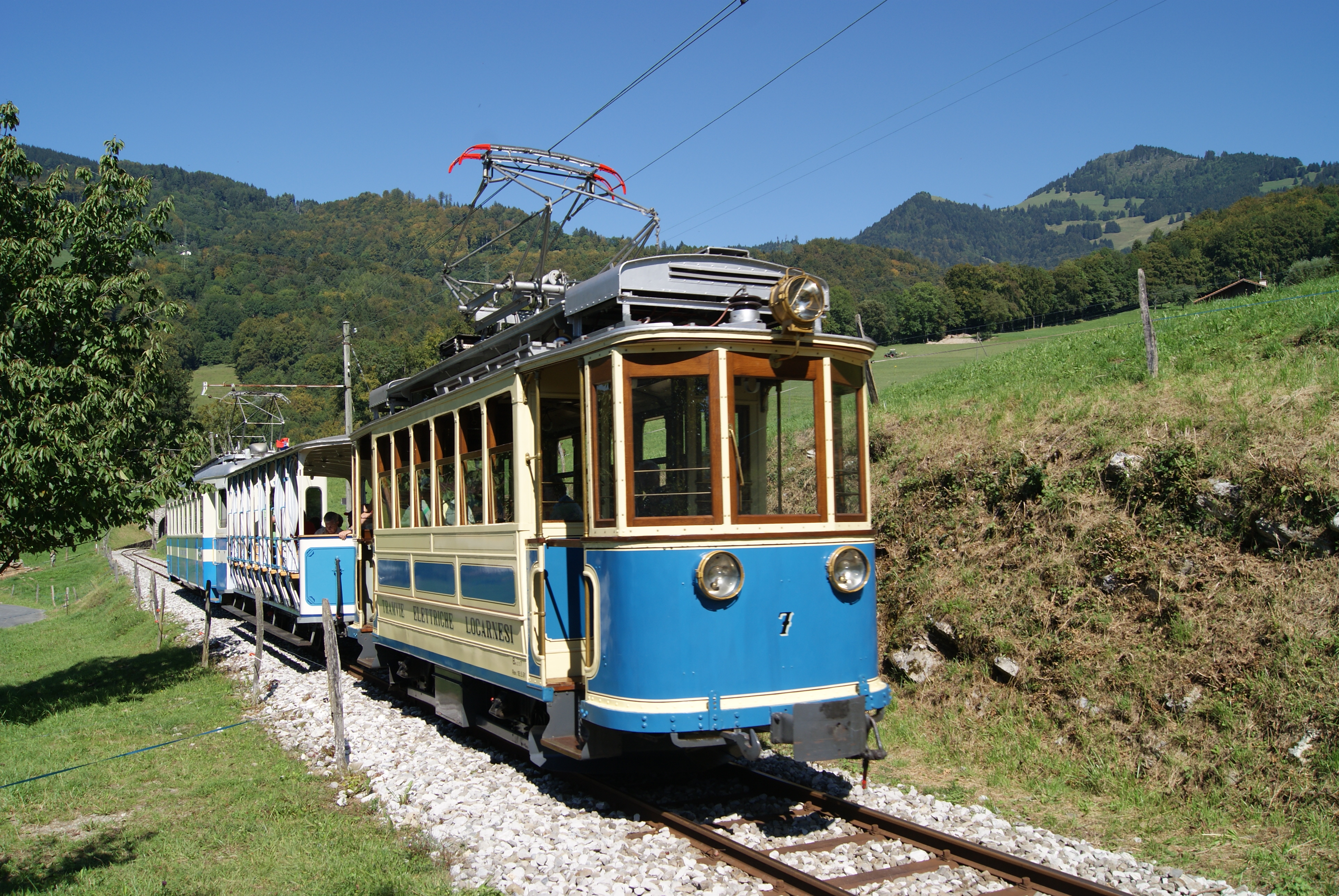
Journée tessinoise du 10 septembre 2011. Tram FART 7 ex Tlo1 (tram de Lugano) Voiture d'été LCD 21 (Lugano-Cadro-Dino Automotrice ex LCD 9 (Lugano-Cadro-Dino) aujourd'hui MOB 1001

## Sources

### Films
- MITV Limited en collaboration avec le Chemin de fer-musée Blonay-Chamby : Chemin de fer-musée Blonay-Chamby. MITV Ltd, Hampshire (GB), 2003
- Chemin de fer-musée Blonay-Chamby : 40 ans de musée vivant Chemin de fer-musée Blonay-Chamby 1968-2008. DVD 1 : Festival Tracteur, Vapeur-Mania et Week-End Bernina ainsi que DVD 2 : Spectacle Son et Lumiere, MOB DZe 6/6 2002 et Tram- & Bus-Festival, 2008

## Glossaire
- ANF : Ateliers de construction du Nord de la France
- EGA : Société d'électricité Alioth (de.: Elektrizitätsgesellschaft Alioth)
- MGK : Maschinenbau-Gesellschaft Karlsruhe (Allemagne)
- MTM : Maquinista Terrestre y Marítima (Espagne)
- SACM : Société alsacienne de construction mécanique de Graffenstaden (de.: Elsässische Maschinenbau-Gesellschaft Grafenstaden)
- S&H : Siemens & Halske